# Llista de topònims de Sitges
Llista de topònims (noms propis de lloc) del municipi de Sitges, al Garraf
Informació actualitzada per un bot. Els canvis manuals es perdran quan s'actualitzi!

## arbre singular
| imatge | Nom                                                                          | Ubicat a | instància de   | Detalls                                                                     | coordenades                                                                                               | Protecció | Commons (més fotos)                               | Dades a WD                    |
| ------ | ---------------------------------------------------------------------------- | -------- | -------------- | --------------------------------------------------------------------------- | --- | --------- | ------------------------------------------------- | ----------------------------- |
|        | Amèlia (Melia azederach)                                                     | Sitges   | arbre singular | Taxon: mèlia (Melia azedarach) Estat: bon estat                             | 41° 14′ 18″ N, 1° 49′ 04″ E / 41.23825°N,1.81787°E ca:c/ Illes Balears (Cases Noves) del c/ Illes Balears |           |                                                   | Modifica les dades a Wikidata |
|        | Bellaombra (Phytolacca Dioica) del Parc Eucaliptus                           | Sitges   | arbre singular |                                                                             | 41° 16′ 00″ N, 1° 56′ 14″ E / 41.26678°N,1.93712°E ca:Parc Eucaliptus (Garraf II)                         |           |                                                   | Modifica les dades a Wikidata |
|        | Ficus de cautxú (Ficus elastica) del C/ Sant Honorat                         | Sitges   | arbre singular | Taxon: ficus del cautxú (Ficus elastica) Estat: bon estat                   | 41° 14′ 20″ N, 1° 48′ 49″ E / 41.23878°N,1.81374°E ca:C/ Sant Honorat (Cases Noves)                       |           |                                                   | Modifica les dades a Wikidata |
|        | Figuera (Ficus carica) del C/ Pompeu Fabra                                   | Sitges   | arbre singular | Taxon: figuera (Ficus carica) Estat: bon estat                              | 41° 14′ 15″ N, 1° 49′ 03″ E / 41.23753°N,1.81739°E ca:C/ Pompeu Fabra (Sant Sebastià)                     |           |                                                   | Modifica les dades a Wikidata |
|        | Iuca pota d'elefant de la rotonda de la C-31                                 | Sitges   | arbre singular | Taxon: iuca peu d'elefant (Yucca elephantipes) Estat: bon estat             | 41° 14′ 22″ N, 1° 49′ 21″ E / 41.23949°N,1.82259°E ca:Rtda. C-31 (Llevantina)                             |           | Iuca pota d'elefant de la rotonda de la C-31      | Modifica les dades a Wikidata |
|        | Margalló (Chamaerops Humilis) de L'av. Port Aiguadolç                        | Sitges   | arbre singular |                                                                             | 41° 14′ 14″ N, 1° 49′ 32″ E / 41.23731°N,1.82561°E ca:Av. Port Aiguadolç (Aiguadolç)                      |           |                                                   | Modifica les dades a Wikidata |
|        | Pi Blanc (Pinus Halepensis) de L'av. Ronda                                   | Sitges   | arbre singular |                                                                             | 41° 14′ 31″ N, 1° 48′ 34″ E / 41.24188°N,1.80952°E ca:Av. Ronda (Poble Sec)                               |           |                                                   | Modifica les dades a Wikidata |
|        | Pi Blanc (Pinus Halepensis) del Parc Eucaliptus, Cantonada C/ del Morro Curt | Sitges   | arbre singular |                                                                             | 41° 16′ 01″ N, 1° 56′ 14″ E / 41.26693°N,1.93719°E ca:Parc Eucaliptus (Garraf II)                         |           |                                                   | Modifica les dades a Wikidata |
|        | Pi Blanc (Pnus Halepensis) del Parc Eucaliptus                               | Sitges   | arbre singular |                                                                             | 41° 15′ 59″ N, 1° 56′ 15″ E / 41.26638°N,1.93763°E ca:Parc Eucaliptus (Garraf II)                         |           |                                                   | Modifica les dades a Wikidata |
|        | Pi Pinyoner (Pinus Pinea) de L'av. Rat Penat                                 | Sitges   | arbre singular |                                                                             | 41° 15′ 50″ N, 1° 55′ 37″ E / 41.26388°N,1.92703°E ca:Av. Rat Penat (Rat Penat)                           |           |                                                   | Modifica les dades a Wikidata |
|        | eucaliptus del Parc Eucaliptus                                               | Sitges   | arbre singular | Taxon: eucaliptus blau (Eucalyptus globulus)                                | 41° 15′ 59″ N, 1° 56′ 15″ E / 41.26652°N,1.93754°E ca:Parc Eucaliptus (Garraf II)                         |           |                                                   | Modifica les dades a Wikidata |
|        | figuera de les pagodes de la plaça dels Pescadors                            | Sitges   | arbre singular | Taxon: figuera sagrada (Ficus religiosa) Estat: bon estat Ample: 6m Alt: 7m | 41° 14′ 17″ N, 1° 49′ 00″ E / 41.23816°N,1.81674°E ca:Pl. Pescadors (Cases Noves)                         |           | Figuera de les pagodes de la plaça dels Pescadors | Modifica les dades a Wikidata |
|        | olivera (Olea europaea) de la rotonda de la C-31                             | Sitges   | arbre singular | Taxon: olivera (Olea europaea) Estat: bon estat Ample: 8m Alt: 4m           | 41° 14′ 20″ N, 1° 49′ 22″ E / 41.23896°N,1.8227°E ca:Rtda. C-31 (Llevantina)                              |           | Olivera (Olea europaea) de la rotonda de la C-31  | Modifica les dades a Wikidata |
|        | pebrer bord del carrer de la Creu Roja                                       | Sitges   | arbre singular | Taxon: fals pebrer (Schinus molle) Estat: bon estat Ample: 9m Alt: 9m       | 41° 14′ 23″ N, 1° 49′ 21″ E / 41.23974°N,1.82239°E ca:C/ Creu Roja (Llevantina)                           |           | Pebrer bord del carrer de la Creu Roja            | Modifica les dades a Wikidata |
|        | pi de Can Girona                                                             | Sitges   | arbre singular | Taxon: pi blanc (Pinus halepensis)                                          | 41° 14′ 06″ N, 1° 46′ 13″ E / 41.235048°N,1.770389°E                                                      |           |                                                   | Modifica les dades a Wikidata |
|        | pi pinyoner del carrer Juan de la Cierva                                     | Sitges   | arbre singular | Taxon: pi pinyer (Pinus pinea)                                              | 41° 13′ 50″ N, 1° 47′ 10″ E / 41.23067°N,1.78609°E ca:C/ Juan de la Cierva (Terramar)                     |           |                                                   | Modifica les dades a Wikidata |

## avenc
| imatge | Nom                                   | Ubicat a | instància de | Detalls          | coordenades | Protecció | Commons (més fotos)  | Dades a WD                    |
| ------ | ------------------------------------- | -------- | ------------ | ---------------- | --- | --------- | -------------------- | ----------------------------- |
|        | Avenc Ample                           | Sitges   | avenc        |                  | 41° 16′ 37″ N, 1° 54′ 42″ E / 41.2770137361242°N,1.91173749596699°E                                                                        |           |                      | Modifica les dades a Wikidata |
|        | Avenc Geltrú                          | Sitges   | avenc        |                  | 41° 16′ 02″ N, 1° 54′ 54″ E / 41.26716°N,1.91511°E ca:Fons de la Ginesta                                                                   |           |                      | Modifica les dades a Wikidata |
|        | Avenc Gustems                         | Sitges   | avenc        |                  | 41° 17′ 04″ N, 1° 54′ 47″ E / 41.2843931940204°N,1.91292846188099°E                                                                        |           |                      | Modifica les dades a Wikidata |
|        | Avenc Morgan i Comas                  | Sitges   | avenc        |                  | 41° 16′ 24″ N, 1° 54′ 36″ E / 41.2732058717221°N,1.91008145072668°E ca:Fons de les Coves                                                   |           |                      | Modifica les dades a Wikidata |
|        | avenc Sants                           | Sitges   | avenc        |                  | 41° 16′ 32″ N, 1° 54′ 26″ E / 41.2754849685195°N,1.90724958608443°E ca:Fons de les Coves                                                   |           |                      | Modifica les dades a Wikidata |
|        | avenc d'Emili Sabaté                  | Sitges   | avenc        |                  | 41° 16′ 50″ N, 1° 54′ 49″ E / 41.2806084707886°N,1.9137196687588°E massís de Garraf                                                        |           | Avenc d'Emili Sabaté | Modifica les dades a Wikidata |
|        | avenc d'Homus Bocius                  | Sitges   | avenc        |                  | 41° 17′ 01″ N, 1° 54′ 49″ E / 41.283669217747°N,1.91352560930873°E                                                                         |           |                      | Modifica les dades a Wikidata |
|        | avenc d'en Bluggh's                   | Sitges   | avenc        |                  | 41° 17′ 05″ N, 1° 54′ 50″ E / 41.2847903770788°N,1.91397273528089°E                                                                        |           |                      | Modifica les dades a Wikidata |
|        | avenc de Benjamí Digón                | Sitges   | avenc        |                  | 41° 17′ 15″ N, 1° 54′ 50″ E / 41.2874571042017°N,1.91402404939358°E                                                                        |           |                      | Modifica les dades a Wikidata |
|        | avenc de Lung                         | Sitges   | avenc        |                  | 41° 16′ 40″ N, 1° 55′ 41″ E / 41.2778875833099°N,1.92806938992963°E                                                                        |           |                      | Modifica les dades a Wikidata |
|        | avenc de Vallbona                     | Sitges   | avenc        |                  | 41° 16′ 51″ N, 1° 55′ 49″ E / 41.2808360403006°N,1.93032574339038°E ca:Cucona de la Sibina                                                 |           |                      | Modifica les dades a Wikidata |
|        | avenc de Víctor Ferrer                | Sitges   | avenc        |                  | 41° 17′ 10″ N, 1° 54′ 50″ E / 41.2861575122424°N,1.91375899395042°E                                                                        |           |                      | Modifica les dades a Wikidata |
|        | avenc de l'Amistat                    | Sitges   | avenc        |                  | 41° 17′ 01″ N, 1° 55′ 06″ E / 41.2835967785483°N,1.91826756303962°E                                                                        |           |                      | Modifica les dades a Wikidata |
|        | avenc de l'Esbit                      | Sitges   | avenc        |                  | 41° 16′ 38″ N, 1° 54′ 26″ E / 41.2771970462529°N,1.90731655067594°E                                                                        |           |                      | Modifica les dades a Wikidata |
|        | avenc de l'Estreno                    | Sitges   | avenc        |                  | 41° 16′ 39″ N, 1° 54′ 23″ E / 41.2774224769735°N,1.90639338671615°E                                                                        |           |                      | Modifica les dades a Wikidata |
|        | avenc de la Carretera                 | Sitges   | avenc        |                  | 41° 14′ 29″ N, 1° 52′ 03″ E / 41.2414293514728°N,1.86739753161818°E                                                                        |           |                      | Modifica les dades a Wikidata |
|        | avenc de la Falconera                 | Sitges   | avenc        |                  | 41° 15′ 26″ N, 1° 53′ 05″ E / 41.2572725136868°N,1.88480199549023°E ca:Torrent de la Falconera                                             |           |                      | Modifica les dades a Wikidata |
|        | avenc de la Figuera                   | Sitges   | avenc        |                  | 41° 17′ 18″ N, 1° 55′ 06″ E / 41.2884435629218°N,1.91834275466671°E                                                                        |           |                      | Modifica les dades a Wikidata |
|        | avenc de la Flauta                    | Sitges   | avenc        | Estat: bon estat | 41° 15′ 33″ N, 1° 54′ 32″ E / 41.25911°N,1.90885°E 144 msnm                                                                                |           | Avenc de la Flauta   | Modifica les dades a Wikidata |
|        | avenc de la Guineu                    | Sitges   | avenc        |                  | 41° 16′ 24″ N, 1° 55′ 43″ E / 41.2733625628629°N,1.92869264451971°E                                                                        |           |                      | Modifica les dades a Wikidata |
|        | avenc de la Llosa                     | Sitges   | avenc        |                  | 41° 17′ 20″ N, 1° 55′ 37″ E / 41.2889112949242°N,1.92693356677605°E                                                                        |           |                      | Modifica les dades a Wikidata |
|        | avenc de la Palla                     | Sitges   | avenc        |                  | 41° 17′ 11″ N, 1° 54′ 50″ E / 41.2864386187295°N,1.91395734471673°E                                                                        |           |                      | Modifica les dades a Wikidata |
|        | avenc de la Palmera                   | Sitges   | avenc        |                  | 41° 17′ 03″ N, 1° 54′ 50″ E / 41.2841759296111°N,1.91376797615897°E                                                                        |           |                      | Modifica les dades a Wikidata |
|        | avenc de la Pedra Groga               | Sitges   | avenc        |                  | 41° 17′ 14″ N, 1° 54′ 50″ E / 41.2871040611724°N,1.91383883055157°E ca:Pla de Campgràs                                                     |           |                      | Modifica les dades a Wikidata |
|        | avenc de la Pela                      | Sitges   | avenc        |                  | 41° 16′ 26″ N, 1° 54′ 38″ E / 41.2738220210059°N,1.91046520971121°E                                                                        |           |                      | Modifica les dades a Wikidata |
|        | avenc de la Pleta                     | Sitges   | avenc        |                  | 41° 16′ 28″ N, 1° 54′ 41″ E / 41.274523515819°N,1.91130126882633°E                                                                         |           |                      | Modifica les dades a Wikidata |
|        | avenc de la Tartera                   | Sitges   | avenc        |                  | 41° 16′ 27″ N, 1° 54′ 40″ E / 41.2741699036378°N,1.91105641060338°E                                                                        |           |                      | Modifica les dades a Wikidata |
|        | avenc de la Via                       | Sitges   | avenc        |                  | 41° 14′ 47″ N, 1° 52′ 53″ E / 41.2462870241243°N,1.8814800390016°E                                                                         |           |                      | Modifica les dades a Wikidata |
|        | avenc de les Branques                 | Sitges   | avenc        |                  | 41° 17′ 04″ N, 1° 54′ 40″ E / 41.2845751928886°N,1.91121778977449°E                                                                        |           |                      | Modifica les dades a Wikidata |
|        | avenc de les Maleses                  | Sitges   | avenc        |                  | 41° 14′ 57″ N, 1° 52′ 32″ E / 41.2492375287059°N,1.87552180949059°E                                                                        |           |                      | Modifica les dades a Wikidata |
|        | avenc de les Serps                    | Sitges   | avenc        |                  | 41° 16′ 25″ N, 1° 54′ 40″ E / 41.2735838244232°N,1.91099451368153°E ca:Fons de les Coves                                                   |           |                      | Modifica les dades a Wikidata |
|        | avenc del Ballaric                    | Sitges   | avenc        |                  | 41° 15′ 33″ N, 1° 50′ 23″ E / 41.25913244096°N,1.83967254452779°E ca:Fons del Ballaric                                                     |           |                      | Modifica les dades a Wikidata |
|        | avenc del Bastó                       | Sitges   | avenc        |                  | 41° 17′ 11″ N, 1° 54′ 55″ E / 41.2864230844295°N,1.91517568182117°E                                                                        |           |                      | Modifica les dades a Wikidata |
|        | avenc del Fonoll                      | Sitges   | avenc        |                  | 41° 16′ 33″ N, 1° 55′ 43″ E / 41.2758309365833°N,1.92872392245558°E                                                                        |           |                      | Modifica les dades a Wikidata |
|        | avenc del Llamp                       | Sitges   | avenc        |                  | 41° 17′ 00″ N, 1° 54′ 32″ E / 41.2832115694382°N,1.90894771538578°E ca:Pla de Querol 476 msnm                                              |           | Avenc del Llamp      | Modifica les dades a Wikidata |
|        | avenc del Penya-segat de la Falconera | Sitges   | avenc        |                  | 41° 14′ 57″ N, 1° 53′ 30″ E / 41.2491510435465°N,1.89168348205226°E                                                                        |           |                      | Modifica les dades a Wikidata |
|        | avenc del Puig Sabataire              | Sitges   | avenc        |                  | 41° 16′ 41″ N, 1° 53′ 35″ E / 41.2781141146818°N,1.89299661545309°E                                                                        |           |                      | Modifica les dades a Wikidata |
|        | avenc del Sacatapos                   | Sitges   | avenc        |                  | 41° 16′ 25″ N, 1° 54′ 38″ E / 41.2735438463265°N,1.91057729196834°E                                                                        |           |                      | Modifica les dades a Wikidata |
|        | avenc del Serralet Rodó               | Sitges   | avenc        |                  | 41° 16′ 58″ N, 1° 55′ 53″ E / 41.2827092007463°N,1.93125045595548°E ca:Cucona de la Sibina, a una altitud de 362 m sobre el nivell del mar |           |                      | Modifica les dades a Wikidata |
|        | avenc del Tell                        | Sitges   | avenc        |                  | 41° 17′ 02″ N, 1° 54′ 50″ E / 41.2838975269397°N,1.91385618387407°E ca:Pla de Campgràs                                                     |           |                      | Modifica les dades a Wikidata |
|        | avenc del Torrent de la Falconera     | Sitges   | avenc        |                  | 41° 15′ 01″ N, 1° 53′ 23″ E / 41.2503109568844°N,1.88959905979077°E                                                                        |           |                      | Modifica les dades a Wikidata |
|        | avenc dels Aragalls                   | Sitges   | avenc        |                  | 41° 16′ 34″ N, 1° 54′ 22″ E / 41.2761036073215°N,1.90599750016649°E ca:Fons de les Coves                                                   |           |                      | Modifica les dades a Wikidata |
|        | avenc dels Cops                       | Sitges   | avenc        |                  | 41° 16′ 20″ N, 1° 55′ 11″ E / 41.2722247180799°N,1.91970896213102°E                                                                        |           |                      | Modifica les dades a Wikidata |
|        | avenc dels Garrics                    | Sitges   | avenc        |                  | 41° 16′ 54″ N, 1° 55′ 49″ E / 41.2816286990242°N,1.93032474001001°E                                                                        |           |                      | Modifica les dades a Wikidata |
|        | avenc petit del Bastó                 | Sitges   | avenc        |                  | 41° 17′ 12″ N, 1° 54′ 54″ E / 41.2866839258139°N,1.91513553501472°E                                                                        |           |                      | Modifica les dades a Wikidata |

## cabana
| imatge | Nom                  | Ubicat a | instància de | Detalls | coordenades                                                         | Protecció | Commons (més fotos) | Dades a WD                    |
| ------ | -------------------- | -------- | ------------ | ------- | ------------------------------------------------------------------- | --------- | ------------------- | ----------------------------- |
|        | barraca d'en Nuts    | Sitges   | cabana       |         | 41° 15′ 40″ N, 1° 51′ 06″ E / 41.2609834140505°N,1.85179193180121°E |           |                     | Modifica les dades a Wikidata |
|        | barraca d'en Pela    | Sitges   | cabana       |         | 41° 15′ 35″ N, 1° 51′ 07″ E / 41.2597970001472°N,1.8520514550555°E  |           |                     | Modifica les dades a Wikidata |
|        | barraca de Cala Forn | Sitges   | cabana       |         | 41° 14′ 14″ N, 1° 50′ 33″ E / 41.2370911578777°N,1.84238939800015°E |           |                     | Modifica les dades a Wikidata |
|        | corral de les Basses | Sitges   | cabana       |         | 41° 15′ 26″ N, 1° 50′ 30″ E / 41.257339°N,1.841599°E                |           |                     | Modifica les dades a Wikidata |

## cap
| imatge | Nom                     | Ubicat a | instància de | Detalls | coordenades                                                           | Protecció | Commons (més fotos)     | Dades a WD                    |
| ------ | ----------------------- | -------- | ------------ | ------- | --------------------------------------------------------------------- | --------- | ----------------------- | ----------------------------- |
|        | Punta Grossa            | Sitges   | cap          |         | 41° 13′ 07″ N, 1° 45′ 43″ E / 41.21862596390192°N,1.761835813522339°E |           | Punta Grossa (Sitges)   | Modifica les dades a Wikidata |
|        | Punta de Cala Morisca   | Sitges   | cap          |         | 41° 14′ 29″ N, 1° 52′ 08″ E / 41.24142°N,1.86877°E                    |           |                         | Modifica les dades a Wikidata |
|        | Punta la Ginesta        | Sitges   | cap          |         | 41° 15′ 29″ N, 1° 55′ 10″ E / 41.25814°N,1.91951°E                    |           |                         | Modifica les dades a Wikidata |
|        | punta Ferrosa           | Sitges   | cap          |         | 41° 14′ 04″ N, 1° 51′ 11″ E / 41.2344°N,1.85293°E                     |           |                         | Modifica les dades a Wikidata |
|        | punta de la Desenrocada | Sitges   | cap          |         | 41° 13′ 11″ N, 1° 45′ 59″ E / 41.219824°N,1.766459°E                  |           | Punta de la Desenrocada | Modifica les dades a Wikidata |

## carrer
| imatge | Nom                   | Ubicat a | instància de | Detalls                     | coordenades                                                     | Protecció                                  | Commons (més fotos)            | Dades a WD                    |
| ------ | --------------------- | -------- | ------------ | --------------------------- | --------------------------------------------------------------- | ------------------------------------------ | ------------------------------ | ----------------------------- |
|        | carrer Carreta        | Sitges   | carrer       | Estil: arquitectura popular | 41° 14′ 09″ N, 1° 48′ 37″ E / 41.2358°N,1.81025°E ca:c/ Carreta | bé integrant del patrimoni cultural català | Carrer Carreta                 | Modifica les dades a Wikidata |
|        | carrer Primer de Maig | Sitges   | carrer       |                             | 41° 14′ 06″ N, 1° 48′ 25″ E / 41.235°N,1.807°E                  |                                            | Carrer Primer de Maig (Sitges) | Modifica les dades a Wikidata |
|        | carrer Tacó           | Sitges   | carrer       | Estil: arquitectura popular | 41° 14′ 08″ N, 1° 48′ 38″ E / 41.2356°N,1.81053°E ca:Tacó       | bé integrant del patrimoni cultural català | Carrer Tacó                    | Modifica les dades a Wikidata |
|        | carrer d'en Bosc      | Sitges   | carrer       | Estil: arquitectura popular | 41° 14′ 08″ N, 1° 48′ 43″ E / 41.2356°N,1.81204°E ca:Bosc       | bé integrant del patrimoni cultural català | Carrer d'en Bosc               | Modifica les dades a Wikidata |

## casa
| imatge | Nom                                                       | Ubicat a | instància de             | Detalls                                                                                            | coordenades | Protecció                                  | Commons (més fotos)                           | Dades a WD                    |
| ------ | --------------------------------------------------------- | -------- | ------------------------ | -------------------------------------------------------------------------------------------------- | --- | ------------------------------------------ | --------------------------------------------- | ----------------------------- |
|        | Can Bartomeu Carbonell                                    | Sitges   | casa                     | Arquitecte: Ignasi Mas i Morell Estil: modernisme català arquitectura modernista 1915              | 41° 14′ 12″ N, 1° 48′ 35″ E / 41.236622°N,1.809586°E ca:Plaça Cap de la Vila, 2                                                                   | bé integrant del patrimoni cultural català | Casa Bartomeu Carbonell                       | Modifica les dades a Wikidata |
|        | Can Carreras                                              | Sitges   | casa                     | Estil: arquitectura eclèctica 1901                                                                 | 41° 14′ 18″ N, 1° 48′ 32″ E / 41.2384°N,1.80882°E ca:Carrer Illa de Cuba, 39-41                                                                   | bé integrant del patrimoni cultural català | Can Carreras (carrer Illa de Cuba)            | Modifica les dades a Wikidata |
|        | Can Carreras                                              | Sitges   | casa                     | Estil: arquitectura eclèctica 1889                                                                 | 41° 14′ 18″ N, 1° 48′ 39″ E / 41.2382°N,1.81088°E ca:Sant Isidre, 19                                                                              | bé integrant del patrimoni cultural català | Can Carreras (carrer Sant Isidre)             | Modifica les dades a Wikidata |
|        | Can Catasús                                               | Sitges   | casa                     | 1956                                                                                               | 41° 13′ 48″ N, 1° 47′ 13″ E / 41.23°N,1.78685°E ca:c/Torres Quevedo, 9 - c/Josep Carner, 32-36                                                    | bé integrant del patrimoni cultural català | Can Catasús                                   | Modifica les dades a Wikidata |
|        | Can Falç                                                  | Sitges   | casa                     | Estil: arquitectura popular 17th century                                                           | 41° 14′ 06″ N, 1° 48′ 35″ E / 41.235067°N,1.809666°E ca:Pg. de la Ribera, 13-14 / Carreta, 34-36                                                  | bé integrant del patrimoni cultural català | Can Falç                                      | Modifica les dades a Wikidata |
|        | Can Ferret Llopis                                         | Sitges   | casa                     | Estil: arquitectura eclèctica 1886                                                                 | 41° 14′ 18″ N, 1° 48′ 33″ E / 41.2384°N,1.80915°E ca:Carrer Illa de Cuba, 34 -36                                                                  | bé integrant del patrimoni cultural català | Can Ferret Llopis                             | Modifica les dades a Wikidata |
|        | Can Font                                                  | Sitges   | casa                     | Estil: arquitectura eclèctica 1898                                                                 | 41° 14′ 11″ N, 1° 48′ 35″ E / 41.236455°N,1.809688°E ca:Major, 45                                                                                 | bé integrant del patrimoni cultural català | Can Font (Sitges)                             | Modifica les dades a Wikidata |
|        | Can Gili                                                  | Sitges   | casa                     | 1965                                                                                               | 41° 13′ 47″ N, 1° 47′ 10″ E / 41.2296°N,1.78616°E ca:Av. Salvador Casacuberta- c/ Torres Quevedo, 13-15                                           | bé integrant del patrimoni cultural català |                                               | Modifica les dades a Wikidata |
|        | Can Marina Planes                                         | Sitges   | casa                     | Arquitecte: Gaietà Miret i Raventós Estil: arquitectura modernista 1908                            | 41° 14′ 07″ N, 1° 48′ 32″ E / 41.2352°N,1.80883°E ca:Passeig de la Ribera, 22                                                                     | bé integrant del patrimoni cultural català | Can Marina Planes                             | Modifica les dades a Wikidata |
|        | Can Misas                                                 | Sitges   | casa                     | Estil: arquitectura eclèctica 1901                                                                 | 41° 14′ 10″ N, 1° 48′ 39″ E / 41.2361°N,1.8108°E ca:Major, 24                                                                                     | bé integrant del patrimoni cultural català | Can Misas                                     | Modifica les dades a Wikidata |
|        | Can Robert                                                | Sitges   | casa                     | Arquitecte: Salvador Vinyals i Sabaté Estil: arquitectura eclèctica 1901                           | 41° 14′ 06″ N, 1° 48′ 33″ E / 41.2351°N,1.80926°E ca:Passeig de la Ribera, 18                                                                     | bé integrant del patrimoni cultural català | Can Robert (passeig de la Ribera)             | Modifica les dades a Wikidata |
|        | Can Roca                                                  | Sitges   | casa                     | Estil: arquitectura popular 1852                                                                   | 41° 14′ 09″ N, 1° 48′ 46″ E / 41.2357°N,1.81279°E ca:Carrer Port Alegre, 2                                                                        | bé integrant del patrimoni cultural català | Can Roca (Sitges)                             | Modifica les dades a Wikidata |
|        | Can Sebastià Sans i Bori                                  | Sitges   | casa                     | Estil: arquitectura eclèctica 1891                                                                 | 41° 14′ 16″ N, 1° 48′ 35″ E / 41.2378°N,1.80972°E ca:c/ Major, 17 -c/ Tacó, 1-3                                                                   | bé integrant del patrimoni cultural català | Can Sebastià Sans i Bori                      | Modifica les dades a Wikidata |
|        | Can Serra                                                 | Sitges   | casa                     | Arquitecte: Salvador Vinyals i Sabaté Estil: arquitectura eclèctica 1900s                          | 41° 14′ 06″ N, 1° 48′ 34″ E / 41.2351°N,1.80935°E ca:Pg. de la Ribera, 17                                                                         | bé integrant del patrimoni cultural català | Can Serra (Sitges)                            | Modifica les dades a Wikidata |
|        | Can Severiano Virella                                     | Sitges   | casa                     | Arquitecte: Gaietà Buïgas i Monravà Estil: arquitectura eclèctica 1895                             | 41° 14′ 13″ N, 1° 48′ 36″ E / 41.236999°N,1.810084°E ca:c/ Jesús, 14-16                                                                           | bé integrant del patrimoni cultural català | Can Severiano Virella                         | Modifica les dades a Wikidata |
|        | Can Teresa Pujató                                         | Sitges   | casa                     | Estil: modernisme català arquitectura modernista                                                   | 41° 14′ 19″ N, 1° 48′ 41″ E / 41.2387°N,1.81146°E ca:c/ Hort Gran, 18-20 - c/ Sant Isidre, 2-6 - c/ de les Ànimes, 20-22 i c/ Rafael Llopart, 2   | bé integrant del patrimoni cultural català | Can Teresa Pujató                             | Modifica les dades a Wikidata |
|        | Can Vidal i Quadres                                       | Sitges   | casa                     | Estil: arquitectura neoclàssica 1852                                                               | 41° 14′ 09″ N, 1° 48′ 47″ E / 41.2359°N,1.81292°E ca:Carrer Port Alegre, 9                                                                        | bé integrant del patrimoni cultural català | Can Vidal i Quadres                           | Modifica les dades a Wikidata |
|        | Casa Agustí Mestre (C/ Joan Tarrida, 29)                  | Sitges   | casa edifici residencial | Estil: noucentisme 1922                                                                            | 41° 14′ 08″ N, 1° 48′ 23″ E / 41.23545°N,1.80645°E 41° 14′ 07″ N, 1° 48′ 23″ E / 41.23541641235352°N,1.8063733577728271°E ca:Joan Tarrida, 29     |                                            |                                               | Modifica les dades a Wikidata |
|        | Casa Agustí Mestre del carrer Bonaire                     | Sitges   | casa                     | Estil: noucentisme 1922                                                                            | 41° 14′ 07″ N, 1° 48′ 29″ E / 41.23533°N,1.80813°E ca:c/ Bonarie, 34                                                                              | bé cultural d'interès local                | Casa Agustí Mestre (c. Bonaire)               | Modifica les dades a Wikidata |
|        | Casa Agustí Mestre del carrer Tarrida 22-24               | Sitges   | casa                     | 1922                                                                                               | 41° 14′ 08″ N, 1° 48′ 23″ E / 41.23553°N,1.80647°E ca:c/ Joan Tarrida, 22-24                                                                      | bé cultural d'interès local                |                                               | Modifica les dades a Wikidata |
|        | Casa Antoni Canals i Porta                                | Sitges   | casa                     | Estil: noucentisme 1921                                                                            | 41° 14′ 16″ N, 1° 48′ 41″ E / 41.23784°N,1.81146°E ca:c/ Jesús, 51-53                                                                             | bé integrant del patrimoni cultural català | Casa Antoni Canals i Porta                    | Modifica les dades a Wikidata |
|        | Casa Antoni Carreras i Robert                             | Sitges   | casa                     | Arquitecte: Eduard Mercader i Sacanella Estil: arquitectura modernista arquitectura eclèctica 1908 | 41° 14′ 17″ N, 1° 48′ 36″ E / 41.238153°N,1.810056°E ca:Carrer Francesc Gumà, 17                                                                  | bé integrant del patrimoni cultural català | Casa Antoni Carreras i Robert                 | Modifica les dades a Wikidata |
|        | Casa Avel·lí Montenegro                                   | Sitges   | casa                     | Arquitecte: Xavier Turull i Ventosa 1930                                                           | 41° 13′ 50″ N, 1° 47′ 37″ E / 41.23052°N,1.79362°E ca:c/ Roma, 13                                                                                 |                                            | Casa Avel·lí Montenegro                       | Modifica les dades a Wikidata |
|        | Casa Bonaventura Blay                                     | Sitges   | casa                     | Arquitecte: Gaietà Buïgas i Monravà Estil: arquitectura modernista 1902                            | 41° 14′ 18″ N, 1° 48′ 32″ E / 41.238247°N,1.808989°E ca:Carrer Illa de Cuba, 33-37                                                                | bé integrant del patrimoni cultural català | Casa Bonaventura Blay                         | Modifica les dades a Wikidata |
|        | Casa Calsamiglia                                          | Sitges   | casa                     | Estil: arquitectura popular 1792                                                                   | 41° 14′ 13″ N, 1° 48′ 29″ E / 41.23702°N,1.80819°E ca:c/ Sant Gaudenci, 12                                                                        | bé integrant del patrimoni cultural català | Casa Calsamiglia                              | Modifica les dades a Wikidata |
|        | Casa Cristòfor Mestre Termes                              | Sitges   | casa                     | Arquitecte: Jaume Gustà i Bondia 1888                                                              | 41° 14′ 16″ N, 1° 48′ 32″ E / 41.23766666666667°N,1.8088888888888888°E ca:carrer Sant Bartomeu, 31. 08870-Sitges                                  |                                            | Casa Cristòfor Mestre                         | Modifica les dades a Wikidata |
|        | Casa Dolors Vidal d'Utrillo                               | Sitges   | casa                     | Estil: noucentisme 1921                                                                            | 41° 14′ 11″ N, 1° 48′ 33″ E / 41.23632°N,1.80908°E ca:Sant Pau, 3                                                                                 | bé integrant del patrimoni cultural català | Casa Dolors Vidal d'Utrillo                   | Modifica les dades a Wikidata |
|        | Casa Emili Sacanella                                      | Sitges   | casa                     | Estil: noucentisme 1925                                                                            | 41° 14′ 08″ N, 1° 48′ 12″ E / 41.23544°N,1.80339°E ca:Avinguda Sofia, 26                                                                          | bé integrant del patrimoni cultural català | Casa Emili Sacanella                          | Modifica les dades a Wikidata |
|        | Casa Enric Suñer                                          | Sitges   | casa                     | 1932                                                                                               | 41° 13′ 48″ N, 1° 47′ 13″ E / 41.22999°N,1.78694°E ca:Av. Sofia, 27 -c/ Joan Llopis, 32-34                                                        |                                            | Casa Enric Suñer                              | Modifica les dades a Wikidata |
|        | Casa Folch i Torres / Casa Orsina Baget de Folch i Torres | Sitges   | casa                     | 1935                                                                                               | 41° 14′ 08″ N, 1° 48′ 45″ E / 41.23557°N,1.81245°E ca:c/ Davallada, 13- c/ d'en Bosch, 2                                                          |                                            | Casa Folch i Torres (Sitges)                  | Modifica les dades a Wikidata |
|        | Casa Garriga Nogués                                       | Sitges   | casa                     | Arquitecte: Josep Antoni Coderch i de Sentmenat 1947                                               | 41° 13′ 49″ N, 1° 47′ 37″ E / 41.230403°N,1.793671°E ca:Josep Carbonell i Gener, 4                                                                |                                            |                                               | Modifica les dades a Wikidata |
|        | Casa Gorgas                                               | Sitges   | casa                     | Arquitecte: No/unknown value Estil: arquitectura modernista 1907                                   | 41° 14′ 09″ N, 1° 48′ 39″ E / 41.235931°N,1.810695°E ca:Carrer Major, 21                                                                          |                                            | Casa Gorgas                                   | Modifica les dades a Wikidata |
|        | Casa Grau Miró                                            | Sitges   | casa                     | Arquitecte: Jaume Gustà i Bondia 1883                                                              | 41° 14′ 16″ N, 1° 48′ 43″ E / 41.23777777777778°N,1.8118611111111111°E ca:carrer Sant Sebastià, 3. 08870-Sitges 13 msnm                           |                                            | Casa Grau Miró                                | Modifica les dades a Wikidata |
|        | Casa Isabel Ferret                                        | Sitges   | casa                     | Arquitecte: Enric Sagnier i Villavecchia Estil: arquitectura eclèctica 1899                        | 41° 14′ 06″ N, 1° 48′ 30″ E / 41.235131°N,1.80835°E ca:Passeig de la Ribera, 29                                                                   | bé integrant del patrimoni cultural català | Casa Isabel Ferret                            | Modifica les dades a Wikidata |
|        | Casa Jaume Hill i Forment                                 | Sitges   | casa                     | Estil: arquitectura eclèctica 1881                                                                 | 41° 14′ 15″ N, 1° 48′ 38″ E / 41.237553°N,1.810639°E ca:C. Jesús, 25 ca:C. F. Gumà, 2-4                                                           | bé integrant del patrimoni cultural català | Can Jaume Hill                                | Modifica les dades a Wikidata |
|        | Casa Joan Duran i Gelabert                                | Sitges   | casa edifici             | Estil: noucentisme 1929 Estat: bon estat                                                           | 41° 13′ 56″ N, 1° 47′ 57″ E / 41.23219°N,1.79928°E ca:Pg. Marítim, 23-24                                                                          | bé integrant del patrimoni cultural català | Casa Joan Duran i Gelabert                    | Modifica les dades a Wikidata |
|        | Casa Joan Ferratges                                       | Sitges   | casa                     | 20th century                                                                                       | 41° 13′ 51″ N, 1° 47′ 32″ E / 41.23077°N,1.79223°E ca:Av. Sofia, 17                                                                               |                                            |                                               | Modifica les dades a Wikidata |
|        | Casa Joan Ferratges i Tarrida                             | Sitges   | casa                     | 1928                                                                                               | 41° 13′ 49″ N, 1° 47′ 34″ E / 41.23041°N,1.79266°E ca:Av. Sofia, 15- Av. Nostra Senyora del Vinyet, 2                                             |                                            |                                               | Modifica les dades a Wikidata |
|        | Casa Joan Pintó                                           | Sitges   | casa                     | Estil: arquitectura neoclàssica 19th century                                                       | 41° 14′ 11″ N, 1° 48′ 32″ E / 41.23639°N,1.80897°E ca:C. de les Parellades, 7                                                                     | bé integrant del patrimoni cultural català | Casa Joan Pintó                               | Modifica les dades a Wikidata |
|        | Casa Josep Barnet                                         | Sitges   | casa                     | Arquitecte: No/unknown value Estil: arquitectura modernista                                        | 41° 14′ 06″ N, 1° 48′ 38″ E / 41.23502°N,1.810566°E ca:Passeig de la Ribera, 3                                                                    |                                            | Casa Josep Barnet i Albareda                  | Modifica les dades a Wikidata |
|        | Casa Josep Busquets                                       | Sitges   | casa                     | 1891                                                                                               | 41° 14′ 07″ N, 1° 48′ 42″ E / 41.23538°N,1.81168°E ca:Plaça de l'Ajuntament, 10 c/ d'en Bosc, 24-26                                               |                                            |                                               | Modifica les dades a Wikidata |
|        | Casa Josep Ferrer i Torralbas                             | Sitges   | casa                     | Arquitecte: Gaietà Buïgas i Monravà Estil: arquitectura eclèctica 1900                             | 41° 14′ 15″ N, 1° 48′ 40″ E / 41.2374°N,1.81107°E ca:c/ Santiago Rusiñol, 25                                                                      | bé integrant del patrimoni cultural català | Casa Andreu (Sitges)                          | Modifica les dades a Wikidata |
|        | Casa Josep Ferret i Dalmau                                | Sitges   | casa                     | 1929 Estat: bon estat                                                                              | 41° 13′ 37″ N, 1° 47′ 22″ E / 41.22698°N,1.78943°E ca:Pg. Marítim, 72                                                                             |                                            | Centre d'Estudis del Mar (Sitges)             | Modifica les dades a Wikidata |
|        | Casa Josep Freixa                                         | Sitges   | casa                     | Estil: noucentisme 1919                                                                            | 41° 13′ 39″ N, 1° 47′ 23″ E / 41.2275°N,1.78983°E ca:Pg. Marítim, 69-70                                                                           | bé integrant del patrimoni cultural català | Can Freixa (Sitges)                           | Modifica les dades a Wikidata |
|        | Casa Josep Urgell                                         | Sitges   | casa                     | Arquitecte: Josep Font i Gumà Estil: arquitectura popular 1912                                     | 41° 14′ 04″ N, 1° 48′ 21″ E / 41.234542°N,1.805916°E ca:Pg. de la Ribera, 55                                                                      | bé integrant del patrimoni cultural català | Casa Josep Urgell                             | Modifica les dades a Wikidata |
|        | Casa Leonardo Ros                                         | Sitges   | casa                     | 1927                                                                                               | 41° 13′ 49″ N, 1° 47′ 42″ E / 41.23019°N,1.79492°E ca:Pg. Marítim, 47                                                                             |                                            |                                               | Modifica les dades a Wikidata |
|        | Casa Manuel Planas                                        | Sitges   | casa                     | Arquitecte: Gaietà Miret i Raventós Estil: arquitectura modernista 1908                            | 41° 14′ 16″ N, 1° 48′ 34″ E / 41.237747°N,1.809525°E ca:Carrer Illa de Cuba, 21 ca:C. Sant Gaudenci, 32-34                                        | bé integrant del patrimoni cultural català | Casa Manuel Planas                            | Modifica les dades a Wikidata |
|        | Casa Maria Bues de Catasús del Carrer Bonaire             | Sitges   | casa edifici residencial | Estil: arquitectura eclèctica 1865                                                                 | 41° 14′ 10″ N, 1° 48′ 29″ E / 41.23614°N,1.80802°E ca:Carrer Bonaire, 7                                                                           |                                            | Casa Maria Bues de Catasús (c. Bonaire)       | Modifica les dades a Wikidata |
|        | Casa Montaner                                             | Sitges   | casa edifici residencial | Estil: Romanticisme 1843                                                                           | 41° 14′ 11″ N, 1° 48′ 31″ E / 41.23641°N,1.80869°E 41° 14′ 11″ N, 1° 48′ 31″ E / 41.23640060424805°N,1.808668851852417°E ca:Carrer Parellades, 20 |                                            |                                               | Modifica les dades a Wikidata |
|        | Casa Pau Barrabeig                                        | Sitges   | casa                     | 1926                                                                                               | 41° 13′ 50″ N, 1° 47′ 38″ E / 41.23054°N,1.79392°E ca:c/ Anselm Clavé, 23 - c/ Pere Jou, 11                                                       |                                            |                                               | Modifica les dades a Wikidata |
|        | Casa Pere Carreras i Robert                               | Sitges   | casa                     | Arquitecte: Josep Pujol i Brull Estil: arquitectura modernista 1906                                | 41° 14′ 18″ N, 1° 48′ 36″ E / 41.23842222°N,1.80994444°E ca:Carrer Francesc Gumà, 23                                                              | bé integrant del patrimoni cultural català | Casa Pere Carreras i Robert                   | Modifica les dades a Wikidata |
|        | Casa Petit                                                | Sitges   | casa                     | 1923                                                                                               | 41° 13′ 48″ N, 1° 47′ 39″ E / 41.22997°N,1.79404°E ca:Pg. Marítim, 49-51- c/ Dr. Benaprés, 1-7- c/ Josep Carbonell i Gener, 1-5                   |                                            | Casa Petit (Sitges)                           | Modifica les dades a Wikidata |
|        | Casa Sansalvador                                          | Sitges   | casa edifici             | Estil: noucentisme 1923 Estat: bon estat                                                           | 41° 13′ 43″ N, 1° 47′ 30″ E / 41.22863°N,1.79176°E ca:Pg. Marítim, 61                                                                             | bé integrant del patrimoni cultural català | Casa Sansalvador                              | Modifica les dades a Wikidata |
|        | Casa Simó Llauradó                                        | Sitges   | casa                     | Arquitecte: Gaietà Miret i Raventós Estil: modernisme català arquitectura modernista 1908          | 41° 14′ 07″ N, 1° 48′ 33″ E / 41.2352°N,1.809078°E ca:Pg. de la Ribera, 20                                                                        | bé integrant del patrimoni cultural català | Can Simó Llauradó                             | Modifica les dades a Wikidata |
|        | Casa Àngela Milà i Pasqual                                | Sitges   | casa                     | Estil: arquitectura popular 1915                                                                   | 41° 14′ 04″ N, 1° 48′ 20″ E / 41.23444°N,1.805608°E ca:Pg. de la Ribera, 60                                                                       | bé integrant del patrimoni cultural català | Casa Àngela Milà i Pasqual                    | Modifica les dades a Wikidata |
|        | Cases Josep Planes i Pere Catasús                         | Sitges   | casa                     | Estil: arquitectura eclèctica 1898                                                                 | 41° 14′ 17″ N, 1° 48′ 36″ E / 41.238°N,1.80998°E ca:c/ Sant Isidre, 31-33                                                                         | bé integrant del patrimoni cultural català | Conjunt Casa Josep Planes i Casa Pere Catasús | Modifica les dades a Wikidata |
|        | Torre Blanca                                              | Sitges   | casa                     | Estil: noucentisme 1919                                                                            | 41° 13′ 38″ N, 1° 47′ 22″ E / 41.2272°N,1.7895°E ca:Pg. Marítim, 71                                                                               | bé integrant del patrimoni cultural català | Casa Casimiro Barnils                         | Modifica les dades a Wikidata |
|        | Villa Esperanza                                           | Sitges   | casa                     | 20th century                                                                                       | 41° 13′ 50″ N, 1° 47′ 30″ E / 41.23048°N,1.79165°E ca:c/ Balmes, 16 - c/ Pintor Agustí Ferré, 2-8- c/ Llopis, 13-19 c/ Pintor Joaquim Miró, 1-7   |                                            |                                               | Modifica les dades a Wikidata |
|        | Villa Teresita                                            | Sitges   | casa                     | Estil: noucentisme 20th century                                                                    | 41° 13′ 50″ N, 1° 47′ 34″ E / 41.23046°N,1.79279°E ca:C. Roma, 13 - c. Balmes                                                                     | bé integrant del patrimoni cultural català | Villa Teresita (Sitges)                       | Modifica les dades a Wikidata |
|        | Vil·la Antònia                                            | Sitges   | casa                     | Arquitecte: Josep Danés i Torras Estil: noucentisme 20th century                                   | 41° 14′ 10″ N, 1° 48′ 11″ E / 41.236124°N,1.803099°E ca:Av. Sofía, 28 4 msnm                                                                      | bé integrant del patrimoni cultural català | Casa Antònia Borés                            | Modifica les dades a Wikidata |
|        | Vil·la Florentina                                         | Sitges   | casa                     | Arquitecte: Josep Renom i Costa Estil: noucentisme 1919                                            | 41° 13′ 52″ N, 1° 47′ 49″ E / 41.2312°N,1.79686°E ca:Pg. Marítim, 35                                                                              | bé integrant del patrimoni cultural català | Vil·la Florentina                             | Modifica les dades a Wikidata |
|        | Vil·la Havemann                                           | Sitges   | casa                     | Arquitecte: Josep Graner i Prat Estil: arquitectura modernista 1907-04-25 1907                     | 41° 14′ 19″ N, 1° 48′ 28″ E / 41.2387°N,1.80765°E ca:avinguda Artur Carbonell, 11-15                                                              | bé integrant del patrimoni cultural català | Vil·la Havemann                               | Modifica les dades a Wikidata |
|        | Vil·la Remei                                              | Sitges   | casa                     | Estil: modernisme català arquitectura modernista 1911                                              | 41° 14′ 20″ N, 1° 48′ 30″ E / 41.2388°N,1.80827°E ca:Avinguda Artur Carbonell, 25                                                                 | bé integrant del patrimoni cultural català | Vil·la Remei                                  | Modifica les dades a Wikidata |
|        | Vil·la Subur                                              | Sitges   | casa                     | Estil: modernisme català arquitectura modernista 1908                                              | 41° 14′ 20″ N, 1° 48′ 29″ E / 41.2388°N,1.80815°E ca:Avinguda Artur Carbonell, 23                                                                 | bé integrant del patrimoni cultural català | Vil·la Subur                                  | Modifica les dades a Wikidata |
|        | casa Aleix Vidal i Quadres                                | Sitges   | casa                     | Estil: arquitectura neoclàssica 1855                                                               | 41° 14′ 08″ N, 1° 48′ 45″ E / 41.2355°N,1.81257°E ca:Davallada, 12-14                                                                             | bé integrant del patrimoni cultural català | Edifici Miramar (Casa Aleix Vidal i Quadres)  | Modifica les dades a Wikidata |
|        | casa Dolors Gili i Casanovas                              | Sitges   | casa                     | Estil: modernisme català arquitectura modernista 1909                                              | 41° 14′ 05″ N, 1° 48′ 22″ E / 41.2346°N,1.80621°E ca:Passeig de la Ribera, 50                                                                     | bé integrant del patrimoni cultural català | Casa Dolors Gili i Casanovas                  | Modifica les dades a Wikidata |
|        | casa Farratges                                            | Sitges   | casa                     | Estil: arquitectura modernista 1910                                                                | 41° 14′ 07″ N, 1° 48′ 21″ E / 41.2354°N,1.80578°E ca:Carrer Espanya, 3-7                                                                          | bé integrant del patrimoni cultural català | Casa Farratges                                | Modifica les dades a Wikidata |
|        | casa Font Llopart                                         | Sitges   | casa                     | Estil: arquitectura eclèctica 1868                                                                 | 41° 14′ 19″ N, 1° 48′ 43″ E / 41.2385°N,1.81206°E ca:Rafael Llopart, 1-15                                                                         | bé integrant del patrimoni cultural català | Casa Font Llopart                             | Modifica les dades a Wikidata |
|        | casa Josep Sunyer                                         | Sitges   | casa                     | Estil: noucentisme 1923                                                                            | 41° 14′ 05″ N, 1° 48′ 25″ E / 41.2348°N,1.80688°E ca:Passeig de la Ribera 45 bis                                                                  | bé integrant del patrimoni cultural català | Casa Josep Sunyer                             | Modifica les dades a Wikidata |
|        | casa Llorenç Montserrat                                   | Sitges   | casa                     | Arquitecte: Josep Graner i Prat Estil: arquitectura eclèctica 1915-11-26 1915                      | 41° 14′ 05″ N, 1° 48′ 22″ E / 41.234625°N,1.80613°E ca:passeig de la Ribera, 51                                                                   | bé integrant del patrimoni cultural català | Casa Llorenç Monserrat (pg. de la Ribera)     | Modifica les dades a Wikidata |
|        | casa Llúcia Catasús i Soler                               | Sitges   | casa                     | Arquitecte: Josep Graner i Prat Estil: arquitectura eclèctica 1915-10-15 1915                      | 41° 14′ 05″ N, 1° 48′ 22″ E / 41.2346°N,1.806°E ca:passeig de la Ribera, 54-54                                                                    | bé integrant del patrimoni cultural català | Casa Llúcia Catasús i Soler                   | Modifica les dades a Wikidata |
|        | casa Pañella                                              | Sitges   | casa                     | Estil: arquitectura eclèctica 1890                                                                 | 41° 14′ 07″ N, 1° 48′ 41″ E / 41.2354°N,1.81147°E ca:Major, 2                                                                                     | bé integrant del patrimoni cultural català | Casa Pañella                                  | Modifica les dades a Wikidata |
|        | casa Pilar de Parellada                                   | Sitges   | casa                     | Estil: arquitectura popular 1914                                                                   | 41° 14′ 05″ N, 1° 48′ 23″ E / 41.2347°N,1.80632°E ca:Pg. de la Ribera, 49                                                                         | bé integrant del patrimoni cultural català | Casa Pilar de Parellada                       | Modifica les dades a Wikidata |
|        | casa Rosario Sans                                         | Sitges   | casa                     | Estil: modernisme català arquitectura modernista 1921                                              | 41° 14′ 07″ N, 1° 48′ 30″ E / 41.2352°N,1.80839°E ca:Passeig de la Ribera, 28                                                                     | bé integrant del patrimoni cultural català | Casa Rosario Sans                             | Modifica les dades a Wikidata |
|        | casa Utrillo                                              | Sitges   | casa                     | Estil: noucentisme 1915                                                                            | 41° 14′ 07″ N, 1° 48′ 44″ E / 41.2352°N,1.81213°E ca:Plaça de l'Ajuntament, 15                                                                    | bé integrant del patrimoni cultural català | Casa Utrillo                                  | Modifica les dades a Wikidata |
|        | casa Vilella                                              | Sitges   | casa                     | Arquitecte: Joan Rubió i Bellver Estil: noucentisme 1919                                           | 41° 13′ 57″ N, 1° 48′ 00″ E / 41.2326°N,1.7999°E ca:Pg. Marítim, 21                                                                               | bé integrant del patrimoni cultural català | Casa Vilella                                  | Modifica les dades a Wikidata |
|        | les Cases Bessones                                        | Sitges   | casa                     | Arquitecte: Josep Graner i Prat Estil: arquitectura popular 1916                                   | 41° 14′ 18″ N, 1° 48′ 28″ E / 41.2384°N,1.80773°E ca:Av. Artur Carbonell, 6-8                                                                     | bé integrant del patrimoni cultural català | Can Duran i Can Mirabent                      | Modifica les dades a Wikidata |

## castell
| imatge | Nom                   | Ubicat a | instància de | Detalls       | coordenades                                                              | Protecció                                            | Commons (més fotos) | Dades a WD                    |
| ------ | --------------------- | -------- | ------------ | ------------- | ------------------------------------------------------------------------ | ---------------------------------------------------- | ------------------- | ----------------------------- |
|        | Castell de Campdàsens | Sitges   | castell      |               | 41° 14′ 59″ N, 1° 52′ 51″ E / 41.2498°N,1.8807°E                         | bé d'interès cultural bé cultural d'interès nacional |                     | Modifica les dades a Wikidata |
|        | Castell de Garraf     | Sitges   | castell      | Estat: ruïnós | 41° 15′ 33″ N, 1° 54′ 04″ E / 41.2591°N,1.90111°E ca:Turó prop de Garraf | bé d'interès cultural bé cultural d'interès nacional | Castell de Garraf   | Modifica les dades a Wikidata |
|        | Castell de Miralpeix  | Sitges   | castell      |               | 41° 13′ 57″ N, 1° 46′ 22″ E / 41.2324°N,1.77284°E                        | bé d'interès cultural bé cultural d'interès nacional |                     | Modifica les dades a Wikidata |

## conjunt d'edificis
| imatge | Nom                                            | Ubicat a | instància de                          | Detalls                                             | coordenades                                                                                              | Protecció | Commons (més fotos)                            | Dades a WD                    |
| ------ | ---------------------------------------------- | -------- | ------------------------------------- | --------------------------------------------------- | --- | --------- | ---------------------------------------------- | ----------------------------- |
|        | Fàbrica de Vallcarca                           | Sitges   | conjunt d'edificis fàbrica            | Estil: arquitectura eclèctica 1903 Estat: bon estat | 41° 14′ 30″ N, 1° 51′ 38″ E / 41.24157°N,1.86057°E ca:Interior de la Cala de Vallcarca. Costes de Garraf |           | Vallcarca cement factory                       | Modifica les dades a Wikidata |
|        | Habitatges obrers de la cimentera de Vallcarca | Sitges   | conjunt d'edificis colònia industrial | Estil: noucentisme 1910 Estat: malmès               | 41° 14′ 30″ N, 1° 51′ 25″ E / 41.2417°N,1.85688°E ca:Interior de la Cala de Vallcarca. Costes de Garraf  |           | Habitatges obrers de la cimentera de Vallcarca | Modifica les dades a Wikidata |

## cova
| imatge | Nom                           | Ubicat a | instància de              | Detalls | coordenades | Protecció                   | Commons (més fotos) | Dades a WD                    |
| ------ | ----------------------------- | -------- | ------------------------- | ------- | --- | --------------------------- | ------------------- | ----------------------------- |
|        | Cova Seca d'en Po Robert      | Sitges   | cova                      |         | 41° 14′ 36″ N, 1° 50′ 25″ E / 41.2432033612262°N,1.84020500425691°E                                                  |                             |                     | Modifica les dades a Wikidata |
|        | Cova Verda                    | Sitges   | cova jaciment arqueològic |         | 41° 13′ 20″ N, 1° 46′ 22″ E / 41.2223°N,1.77291°E                                                                    |                             | Cova Verda          | Modifica les dades a Wikidata |
|        | cova de Sant Llorenç          | Sitges   | cova                      |         | 41° 15′ 18″ N, 1° 49′ 53″ E / 41.2550490450179°N,1.83136560782628°E                                                  |                             |                     | Modifica les dades a Wikidata |
|        | cova de la Carretera          | Sitges   | cova                      |         | 41° 14′ 16″ N, 1° 51′ 37″ E / 41.2377555624308°N,1.86022952514521°E                                                  |                             |                     | Modifica les dades a Wikidata |
|        | cova de la Falconera          | Sitges   | cova                      |         | 41° 14′ 59″ N, 1° 53′ 39″ E / 41.249644149275°N,1.89425316014308°E                                                   |                             |                     | Modifica les dades a Wikidata |
|        | cova de la Llastra            | Sitges   | cova                      |         | 41° 14′ 11″ N, 1° 51′ 24″ E / 41.2364505726512°N,1.85670814918411°E                                                  |                             |                     | Modifica les dades a Wikidata |
|        | cova de la Masia de les Coves | Sitges   | cova                      |         | 41° 13′ 22″ N, 1° 46′ 27″ E / 41.22289°N,1.774167°E                                                                  | bé cultural d'interès local |                     | Modifica les dades a Wikidata |
|        | cova del Balmí Gran           | Sitges   | cova                      |         | 41° 14′ 10″ N, 1° 49′ 12″ E / 41.2361173010732°N,1.82010427909598°E                                                  |                             |                     | Modifica les dades a Wikidata |
|        | cova del Congre               | Sitges   | cova                      |         | 41° 14′ 06″ N, 1° 51′ 15″ E / 41.2349839831157°N,1.85415627482439°E                                                  |                             |                     | Modifica les dades a Wikidata |
|        | cova del Fondo                | Sitges   | cova                      |         | 41° 16′ 21″ N, 1° 55′ 43″ E / 41.2724521556438°N,1.92862395409763°E                                                  |                             |                     | Modifica les dades a Wikidata |
|        | cova del Gegant               | Sitges   | cova jaciment arqueològic |         | 41° 13′ 25″ N, 1° 46′ 27″ E / 41.22353889°N,1.77425°E ca:A uns 500 m al sud-oest de la discoteca L'Atlàntida. 0 msnm | bé cultural d'interès local | Cova del Gegant     | Modifica les dades a Wikidata |
|        | cova del Pebre                | Sitges   | cova                      |         | 41° 14′ 06″ N, 1° 50′ 43″ E / 41.2350943920998°N,1.84537197459388°E                                                  |                             |                     | Modifica les dades a Wikidata |
|        | cova dels Hula-hula           | Sitges   | cova                      |         | 41° 14′ 35″ N, 1° 50′ 23″ E / 41.2429635542798°N,1.83964834682388°E                                                  |                             |                     | Modifica les dades a Wikidata |
|        | cova dels Musclos             | Sitges   | cova                      |         | 41° 13′ 21″ N, 1° 46′ 24″ E / 41.222479°N,1.773409°E                                                                 | bé cultural d'interès local |                     | Modifica les dades a Wikidata |
|        | les Coves                     | Sitges   | cova                      |         | 41° 13′ 21″ N, 1° 46′ 26″ E / 41.2224638056531°N,1.77375022014621°E                                                  |                             |                     | Modifica les dades a Wikidata |

## creu de terme
| imatge | Nom                 | Ubicat a                  | instància de                  | Detalls                                 | coordenades                                                                                       | Protecció | Commons (més fotos) | Dades a WD                    |
| ------ | ------------------- | ------------------------- | ----------------------------- | --------------------------------------- | ------------------------------------------------------------------------------------------------- | --------- | ------------------- | ----------------------------- |
|        | creu de Ribes       | Sant Pere de Ribes Sitges | creu de terme creu monumental | Estil: arquitectura gòtica 15th century | 41° 14′ 39″ N, 1° 47′ 41″ E / 41.2441050674807°N,1.79469591899832°E ca:Urbanització Santa Bàrbara |           | Creu de Ribes       | Modifica les dades a Wikidata |
|        | creu de les Tàpies  | Sitges                    | creu de terme                 | 20th century Estat: bon estat           | 41° 14′ 19″ N, 1° 48′ 43″ E / 41.23871°N,1.81182°E ca:C/ Llopart                                  |           | Creu de les Tàpies  | Modifica les dades a Wikidata |
|        | creu dels Escarbats | Sitges                    | creu de terme creu monumental |                                         | 41° 14′ 20″ N, 1° 49′ 08″ E / 41.2389954881316°N,1.81881145223047°E                               |           | Creu dels Escarbats | Modifica les dades a Wikidata |

## edifici
| imatge | Nom                                        | Ubicat a | instància de       | Detalls | coordenades                                                                                             | Protecció                                                  | Commons (més fotos)                  | Dades a WD                    |
| ------ | ------------------------------------------ | -------- | ------------------ | --- | --- | ---------------------------------------------------------- | ------------------------------------ | ----------------------------- |
|        | C/ Àngel Vidal, 9                          | Sitges   | edifici            | | 41° 14′ 12″ N, 1° 48′ 37″ E / 41.23667°N,1.81019°E                                                      |                                                            |                                      | Modifica les dades a Wikidata |
|        | Can Llopis                                 | Sitges   | edifici            | Estil: arquitectura neoclàssica 1793                                                                                 | 41° 14′ 13″ N, 1° 48′ 28″ E / 41.23694444444445°N,1.807777777777778°E ca:Sant Gaudenci, 1               | bé d'interès cultural bé cultural d'interès nacional       | Museu Romàntic Can Llopis            | Modifica les dades a Wikidata |
|        | Can Robert                                 | Sitges   | edifici            | Arquitecte: Salvador Vinyals i Sabaté Estil: arquitectura eclèctica 1894                                             | 41° 14′ 15″ N, 1° 48′ 35″ E / 41.237469°N,1.809711°E ca:c/ Illa de Cuba, 13                             | bé integrant del patrimoni cultural català                 | Casa Robert (Hotel de la Renaixença) | Modifica les dades a Wikidata |
|        | Casa Agustí Mestre del carrer Tarrida 26   | Sitges   | edifici            | Estil: noucentisme 1920                                                                                              | 41° 14′ 08″ N, 1° 48′ 23″ E / 41.23549°N,1.80631°E ca:c/ Joan Tarrida, 26                               | bé cultural d'interès local                                |                                      | Modifica les dades a Wikidata |
|        | Cases Agustí Mestre al carrer Bassa Rodona | Sitges   | edifici            | 1930 | 41° 14′ 08″ N, 1° 48′ 21″ E / 41.2356°N,1.80592°E ca:c/ Espanya, 14-20                                  | bé cultural d'interès local                                |                                      | Modifica les dades a Wikidata |
|        | Casetes de la platja de Garraf             | Sitges   | edifici            | 20th century | 41° 15′ 15″ N, 1° 54′ 12″ E / 41.254209°N,1.903314°E ca:Av. Josep Llorach 3 msnm                        | bé cultural d'interès local bé cultural d'interès nacional | Casetes de la platja de Garraf       | Modifica les dades a Wikidata |
|        | Casino Prado Suburense                     | Sitges   | edifici            | Estil: noucentisme 1925                                                                                              | 41° 14′ 17″ N, 1° 48′ 38″ E / 41.238°N,1.81053°E ca:Francesc Gumà, 6-14                                 | bé cultural d'interès local                                | Casino Prado                         | Modifica les dades a Wikidata |
|        | Cau Ferrat                                 | Sitges   | edifici            | Estil: modernisme català                                                                                             | 41° 14′ 06″ N, 1° 48′ 46″ E / 41.235067°N,1.812736°E ca:Bernat de Fonollar, 8                           | bé cultural d'interès nacional bé d'interès cultural       | Cau Ferrat Museum                    | Modifica les dades a Wikidata |
|        | Celler Güell                               | Sitges   | edifici            | Arquitecte: Antoni Gaudí i Cornet Francesc Berenguer i Mestres Estil: modernisme català arquitectura modernista 1901 | 41° 15′ 21″ N, 1° 54′ 20″ E / 41.25585833°N,1.90543056°E ca:Carretera C-246 (Barcelona-Calafell) km. 27 | bé integrant del patrimoni cultural català                 | Celler Güell                         | Modifica les dades a Wikidata |
|        | Forn del camí de la Fita 2                 | Sitges   | edifici            | Estil: arquitectura popular                                                                                          | | bé integrant del patrimoni cultural català                 |                                      | Modifica les dades a Wikidata |
|        | Magatzem Llopart                           | Sitges   | edifici            | Estil: arquitectura eclèctica 1893                                                                                   | 41° 14′ 18″ N, 1° 48′ 36″ E / 41.2383°N,1.80992°E ca:c/ Francesc Gumà, 21                               | bé integrant del patrimoni cultural català                 | Magatzem Llopart                     | Modifica les dades a Wikidata |
|        | Mercat Vell de Sitges                      | Sitges   | edifici            | Arquitecte: Gaietà Buïgas i Monravà Estil: arquitectura del ferro 1880s                                              | 41° 14′ 07″ N, 1° 48′ 42″ E / 41.235364°N,1.811797°E ca:Plaça de l'Ajuntament, 11-12                    | bé integrant del patrimoni cultural català                 | Mercat Vell de Sitges                | Modifica les dades a Wikidata |
|        | Palau del Rei Moro                         | Sitges   | edifici            | Estil: arquitectura gòtica                                                                                           | 41° 14′ 08″ N, 1° 48′ 43″ E / 41.2356°N,1.81207°E ca:Bosc, 12                                           | bé integrant del patrimoni cultural català                 | Palau del Rei Moro                   | Modifica les dades a Wikidata |
|        | Patronat d'Acció Catòlica                  | Sitges   | edifici            | Arquitecte: Gaietà Buïgas i Monravà Estil: historicisme arquitectònic 1900                                           | 41° 14′ 11″ N, 1° 48′ 25″ E / 41.2365°N,1.80706°E ca:Carrer Parellades, 60-62                           | bé integrant del patrimoni cultural català                 | Patronat d'Acció Catòlica (Sitges)   | Modifica les dades a Wikidata |
|        | Pg. Marítim, 48- C/ Dr. Benaprés, 2-6      | Sitges   | edifici            | 20th century | 41° 13′ 49″ N, 1° 47′ 41″ E / 41.23014°N,1.79473°E                                                      |                                                            |                                      | Modifica les dades a Wikidata |
|        | antic escorxador                           | Sitges   | edifici escorxador | Estil: noucentisme 1925                                                                                              | 41° 14′ 14″ N, 1° 48′ 56″ E / 41.23718891235415°N,1.815646290779114°E ca:Carrer Joan Maragall, 36       | bé integrant del patrimoni cultural català                 | Escorxador Municipal (Sitges)        | Modifica les dades a Wikidata |
|        | el Retiro                                  | Sitges   | edifici            | Estil: modernisme català                                                                                             | 41° 14′ 11″ N, 1° 48′ 39″ E / 41.23642°N,1.8108°E                                                       | bé cultural d'interès local                                |                                      | Modifica les dades a Wikidata |
|        | hospital de Sant Joan Baptista             | Sitges   | edifici            | Arquitecte: Josep Font i Gumà Estil: modernisme català arquitectura modernista 1910s                                 | 41° 14′ 23″ N, 1° 48′ 45″ E / 41.2397°N,1.81251°E ca:Carrer Hospital s/n                                | bé integrant del patrimoni cultural català                 | Hospital de Sant Joan Baptista       | Modifica les dades a Wikidata |

## edifici residencial
| imatge | Nom                                          | Ubicat a | instància de                | Detalls                                                             | coordenades | Protecció                   | Commons (més fotos)            | Dades a WD                    |
| ------ | -------------------------------------------- | -------- | --------------------------- | ------------------------------------------------------------------- | --- | --------------------------- | ------------------------------ | ----------------------------- |
|        | C/ Port Alegre, 21- C/ Rafael Llopart, 86-90 | Sitges   | edifici residencial edifici | 1801                                                                | 41° 14′ 10″ N, 1° 48′ 48″ E / 41.23616027832031°N,1.8134130239486697°E 41° 14′ 10″ N, 1° 48′ 48″ E / 41.23615°N,1.81336°E ca:Carrer Port Alegre, 21 |                             |                                | Modifica les dades a Wikidata |
|        | Casa Bartomeu Carbonell (Casa del Rellotge)  | Sitges   | edifici residencial         | Estil: modernisme català                                            | 41° 14′ 12″ N, 1° 48′ 35″ E / 41.2365837097168°N,1.8097150325775144°E ca:Plaça Cap de la Vila, 7                                                    |                             |                                | Modifica les dades a Wikidata |
|        | Casa Francesc Ferret (Parellades)            | Sitges   | edifici residencial casa    | Estil: noucentisme 1919                                             | 41° 14′ 12″ N, 1° 48′ 33″ E / 41.23657989501953°N,1.8090356588363647°E ca:Parellades, 8-10                                                          |                             |                                | Modifica les dades a Wikidata |
|        | Casa Joaquim Duran Barraquer                 | Sitges   | edifici residencial casa    | Arquitecte: Bernardí Martorell i Puig Estil: modernisme català 1929 | 41° 14′ 10″ N, 1° 48′ 39″ E / 41.23609161376953°N,1.8107057809829712°E 41° 14′ 10″ N, 1° 48′ 39″ E / 41.23607°N,1.8107°E ca:Major, 23               |                             | Casa Joaquim Duran i Barraquer | Modifica les dades a Wikidata |
|        | Casa Josep Vilanova i Massó                  | Sitges   | edifici residencial         | Estil: Romanticisme 1852                                            | 41° 14′ 11″ N, 1° 48′ 31″ E / 41.2363166809082°N,1.8087249994277952°E ca:Parellades, 1 i Sant Pere, 1                                               |                             | Casa J. Vilanova i Massó       | Modifica les dades a Wikidata |
|        | Casa Maria Montaner                          | Sitges   | edifici residencial casa    | Estil: noucentisme 1920                                             | 41° 14′ 11″ N, 1° 48′ 51″ E / 41.23633°N,1.81426°E ca:Carrer Port Alegre, 45                                                                        | bé cultural d'interès local | Casa Maria Montané             | Modifica les dades a Wikidata |

## entitat singular de població
| imatge | Nom                    | Ubicat a | instància de                                                                   | Detalls   | coordenades                                                      | Protecció | Commons (més fotos)    | Dades a WD                    |
| ------ | ---------------------- | -------- | ------------------------------------------------------------------------------ | --------- | ---------------------------------------------------------------- | --------- | ---------------------- | ----------------------------- |
|        | Garraf                 | Sitges   | entitat singular de població                                                   | 500 hab   | 41° 15′ 10″ N, 1° 54′ 06″ E / 41.25277778°N,1.90166667°E 10 msnm |           | Garraf (poble)         | Modifica les dades a Wikidata |
|        | Sitges                 | Sitges   | entitat singular de població capital municipal ens local històric de Catalunya | 29504 hab | 41° 14′ 14″ N, 1° 48′ 20″ E / 41.23716944°N,1.80568423°E 8 msnm  |           |                        | Modifica les dades a Wikidata |
|        | Vallcarca              | Sitges   | entitat singular de població despoblat                                         | 0 hab     | 41° 14′ 31″ N, 1° 51′ 40″ E / 41.242042°N,1.861059°E 19 msnm     |           | Vallcarca (Sitges)     | Modifica les dades a Wikidata |
|        | les Botigues de Sitges | Sitges   | entitat singular de població                                                   | 2492 hab  | 41° 15′ 53″ N, 1° 56′ 18″ E / 41.26472222°N,1.93833333°E 3 msnm  |           | Les Botigues de Sitges | Modifica les dades a Wikidata |

## església
| imatge | Nom                                      | Ubicat a | instància de     | Detalls                                                    | coordenades | Protecció                                  | Commons (més fotos)                   | Dades a WD                    |
| ------ | ---------------------------------------- | -------- | ---------------- | ---------------------------------------------------------- | --- | ------------------------------------------ | ------------------------------------- | ----------------------------- |
|        | Ermita de Sant Sebastià de Sitges        | Sitges   | església ermita  | Estil: arquitectura neoclàssica arquitectura barroca 1850s | 41° 14′ 11″ N, 1° 49′ 03″ E / 41.236464°N,1.817589°E ca:Pg. Balmins s/n                                                          | bé integrant del patrimoni cultural català | Sant Sebastià de Sitges               | Modifica les dades a Wikidata |
|        | Ermita de la Trinitat                    | Sitges   | església ermita  | Estil: arquitectura popular                                | 41° 14′ 19″ N, 1° 51′ 13″ E / 41.2386°N,1.85374°E ca:Carretera de Barcelona a Calafell (C-246). Desviament a l'alçada del km. 32 | bé integrant del patrimoni cultural català | Ermita de la Trinitat (Sitges)        | Modifica les dades a Wikidata |
|        | Mare de Déu de Gràcia                    | Sitges   | església capella |                                                            | 41° 13′ 52″ N, 1° 46′ 21″ E / 41.2311253461204°N,1.77255029766621°E turó de Miralpeix 94 msnm                                    |                                            | Mare de Déu de Gràcia (Sitges)        | Modifica les dades a Wikidata |
|        | Mare de Déu del Vinyet                   | Sitges   | església         | Estil: neoclassicisme                                      | 41° 14′ 00″ N, 1° 47′ 31″ E / 41.2333°N,1.79194°E ca:Pg. del Doctor Gaietà Benaprès, 43                                          | bé integrant del patrimoni cultural català | Santuari de la Mare de Déu del Vinyet | Modifica les dades a Wikidata |
|        | Sant Bartomeu i Santa Tecla de Sitges    | Sitges   | església         | Estil: arquitectura barroca 1660s                          | 41° 14′ 05″ N, 1° 48′ 41″ E / 41.234672°N,1.811522°E ca:Plaça del Baluard                                                        | bé integrant del patrimoni cultural català | Sant Bartomeu i Santa Tecla de Sitges | Modifica les dades a Wikidata |
|        | Sant Joan                                | Sitges   | església         |                                                            | 41° 14′ 29″ N, 1° 48′ 34″ E / 41.2412690537338°N,1.80954578115207°E                                                              |                                            |                                       | Modifica les dades a Wikidata |
|        | església de Santa Maria Estrella del Mar | Sitges   | església         | Estil: arquitectura popular 1955                           | 41° 15′ 11″ N, 1° 54′ 03″ E / 41.252934°N,1.900769°E ca:Garraf                                                                   | bé integrant del patrimoni cultural català | Santa Maria Estrella del Mar          | Modifica les dades a Wikidata |
|        | la Preciosíssima Sang                    | Sitges   | església capella |                                                            | 41° 15′ 39″ N, 1° 52′ 43″ E / 41.2608971203467°N,1.87867619021848°E ca:Capdasens                                                 |                                            | La Preciosíssima Sang (Campdàsens)    | Modifica les dades a Wikidata |

## estació de ferrocarril
| imatge | Nom                  | Ubicat a | instància de                                 | Detalls                              | coordenades                                                                    | Protecció | Commons (més fotos)  | Dades a WD                    |
| ------ | -------------------- | -------- | -------------------------------------------- | ------------------------------------ | ------------------------------------------------------------------------------ | --------- | -------------------- | ----------------------------- |
|        | Estació de Garraf    | Sitges   | estació de ferrocarril                       | 1912                                 | 41° 15′ 16″ N, 1° 54′ 09″ E / 41.254469444444°N,1.9025083333333°E ca:Garraf    |           | Garraf train station | Modifica les dades a Wikidata |
|        | Estació de Sitges    | Sitges   | estació de ferrocarril estació en superfície | Estil: arquitectura neoclàssica 1881 | 41° 14′ 21″ N, 1° 48′ 35″ E / 41.239075°N,1.809672°E ca:Plaça Eduard Maristany |           | Sitges train station | Modifica les dades a Wikidata |
|        | Estació de Vallcarca | Sitges   | estació de ferrocarril                       |                                      | 41° 14′ 26″ N, 1° 51′ 40″ E / 41.24058333333333°N,1.861222222222222°E          |           |                      | Modifica les dades a Wikidata |

## forn de calç
| imatge | Nom                      | Ubicat a | instància de | Detalls                     | coordenades | Protecció                                  | Commons (més fotos) | Dades a WD                    |
| ------ | ------------------------ | -------- | ------------ | --------------------------- | ----------- | ------------------------------------------ | ------------------- | ----------------------------- |
|        | Forn de la Sivina        | Sitges   | forn de calç | Estil: arquitectura popular |             | bé integrant del patrimoni cultural català |                     | Modifica les dades a Wikidata |
|        | Forn del camí de la Fita | Sitges   | forn de calç | Estil: arquitectura popular |             | bé integrant del patrimoni cultural català |                     | Modifica les dades a Wikidata |

## indret històric
| imatge | Nom                                              | Ubicat a | instància de    | Detalls | coordenades                                                                                                | Protecció                   | Commons (més fotos)                              | Dades a WD                    |
| ------ | ------------------------------------------------ | -------- | --------------- | ------- | --- | --------------------------- | ------------------------------------------------ | ----------------------------- |
|        | espai sociocultural al passeig Marítim de Sitges | Sitges   | indret històric |         | 41° 14′ 03″ N, 1° 48′ 24″ E / 41.234286°N,1.806555°E ca:Passeig Marítim - platja de la Bassa Rodona 3 msnm | bé cultural d'interès local | Espai sociocultural al passeig Marítim de Sitges | Modifica les dades a Wikidata |
|        | zones de la Vila de Sitges                       | Sitges   | indret històric |         | | bé d'interès cultural       |                                                  | Modifica les dades a Wikidata |

## masia
| imatge | Nom                      | Ubicat a | instància de | Detalls                                                                                        | coordenades | Protecció                                  | Commons (més fotos)      | Dades a WD                    |
| ------ | ------------------------ | -------- | ------------ | ---------------------------------------------------------------------------------------------- | --- | ------------------------------------------ | ------------------------ | ----------------------------- |
|        | Ca l'Amell               | Sitges   | masia        | Estat: malmès                                                                                  | 41° 15′ 04″ N, 1° 52′ 31″ E / 41.25119°N,1.87514°E ca:Camí de Campdàsens a Vallcarca (1 km. De Campdàsens)      |                                            | Ca n'Amell               | Modifica les dades a Wikidata |
|        | Ca la Balbina            | Sitges   | masia        |                                                                                                | 41° 15′ 37″ N, 1° 52′ 42″ E / 41.2603524520857°N,1.87824383177689°E ca:Campdàsens 230 msnm                      |                                            | Ca la Balbina (Sitges)   | Modifica les dades a Wikidata |
|        | Cal Mallorquí            | Sitges   | masia        |                                                                                                | 41° 15′ 07″ N, 1° 48′ 56″ E / 41.2518523276216°N,1.81559597127354°E                                             |                                            |                          | Modifica les dades a Wikidata |
|        | Cala Ginesta             | Sitges   | masia        |                                                                                                | 41° 15′ 42″ N, 1° 55′ 26″ E / 41.2615990264546°N,1.92390701863477°E                                             |                                            |                          | Modifica les dades a Wikidata |
|        | Can Canyes               | Sitges   | masia        |                                                                                                | 41° 15′ 26″ N, 1° 54′ 20″ E / 41.2573445829822°N,1.90545116630507°E                                             |                                            |                          | Modifica les dades a Wikidata |
|        | Can Cassanyes            | Sitges   | masia        |                                                                                                | 41° 14′ 24″ N, 1° 51′ 27″ E / 41.2400332072438°N,1.85737365102457°E                                             |                                            | Can Cassanyes (Sitges)   | Modifica les dades a Wikidata |
|        | Can Ferran               | Sitges   | masia        |                                                                                                | 41° 15′ 13″ N, 1° 49′ 05″ E / 41.2537139426045°N,1.81793759450286°E                                             |                                            |                          | Modifica les dades a Wikidata |
|        | Can Fontanilles          | Sitges   | masia        |                                                                                                | 41° 15′ 32″ N, 1° 52′ 38″ E / 41.2589746828472°N,1.87736020184871°E                                             |                                            | Can Fontanilles          | Modifica les dades a Wikidata |
|        | Can Girona               | Sitges   | masia        | 1853                                                                                           | 41° 14′ 06″ N, 1° 46′ 38″ E / 41.2350829972061°N,1.77709414338746°E ca:Zona Miralpeix 20 msnm                   |                                            | Can Girona (Sitges)      | Modifica les dades a Wikidata |
|        | Can Guixer               | Sitges   | masia        |                                                                                                | 41° 13′ 56″ N, 1° 47′ 05″ E / 41.2323343733205°N,1.78462675618427°E 11 msnm                                     |                                            | Can Guixer (Sitges)      | Modifica les dades a Wikidata |
|        | Can Lluçà                | Sitges   | masia        | Estil: arquitectura popular                                                                    | 41° 16′ 03″ N, 1° 53′ 09″ E / 41.267464°N,1.885841°E ca:L'Era del Prior 303 msnm                                | bé integrant del patrimoni cultural català | Can Lluçà                | Modifica les dades a Wikidata |
|        | Can Maurici              | Sitges   | masia        |                                                                                                | 41° 15′ 40″ N, 1° 52′ 44″ E / 41.2611416800436°N,1.87881525450771°E                                             |                                            |                          | Modifica les dades a Wikidata |
|        | Can Milà                 | Sitges   | masia        |                                                                                                | 41° 14′ 32″ N, 1° 48′ 19″ E / 41.242283°N,1.805197°E ca:Pg. de Vilafranca 26 msnm                               |                                            | Can Milà (Sitges)        | Modifica les dades a Wikidata |
|        | Can Negret               | Sitges   | masia        |                                                                                                | 41° 14′ 11″ N, 1° 48′ 55″ E / 41.2364901016916°N,1.81518125803894°E                                             |                                            |                          | Modifica les dades a Wikidata |
|        | Can Pere Pau             | Sitges   | masia        | 1860                                                                                           | 41° 13′ 50″ N, 1° 46′ 41″ E / 41.2304366148531°N,1.77808754932323°E ca:Paratge de Miralpeix                     |                                            | Can Pere Pau             | Modifica les dades a Wikidata |
|        | Can Planes               | Sitges   | masia        | Estat: malmès                                                                                  | 41° 16′ 10″ N, 1° 52′ 23″ E / 41.26948°N,1.87314°E ca:Camí de Campdàsens, des de Vallcarca                      |                                            | Can Planes (Sitges)      | Modifica les dades a Wikidata |
|        | Can Robert               | Sitges   | masia        | Estat: malmès                                                                                  | 41° 15′ 16″ N, 1° 52′ 35″ E / 41.2545°N,1.87639°E ca:Zona Campdàsens                                            |                                            | Can Robert (Sitges)      | Modifica les dades a Wikidata |
|        | Can Ràfols               | Sitges   | masia        |                                                                                                | 41° 15′ 39″ N, 1° 52′ 46″ E / 41.26087661033°N,1.87934502877524°E                                               |                                            | Can Ràfols (Campdàsens)  | Modifica les dades a Wikidata |
|        | Casa Pletada             | Sitges   | masia        |                                                                                                | 41° 14′ 43″ N, 1° 48′ 33″ E / 41.2453096216883°N,1.80917408072837°E                                             |                                            |                          | Modifica les dades a Wikidata |
|        | Casa Vella               | Sitges   | masia        | Estil: arquitectura popular Estat: ruïnós                                                      | 41° 16′ 23″ N, 1° 52′ 47″ E / 41.273071°N,1.8798°E ca:Al nord de Campdasens, camí Campdasens a la Plana Novella | bé integrant del patrimoni cultural català | Casa Vella (Sitges)      | Modifica les dades a Wikidata |
|        | Casa de Vallbona         | Sitges   | masia        |                                                                                                | 41° 15′ 50″ N, 1° 55′ 45″ E / 41.2638469645175°N,1.92927795666345°E                                             |                                            |                          | Modifica les dades a Wikidata |
|        | Casa de l'Ermità         | Sitges   | masia        |                                                                                                | 41° 14′ 20″ N, 1° 51′ 15″ E / 41.2389374068811°N,1.85406335504138°E                                             |                                            | Casa de l'Ermità         | Modifica les dades a Wikidata |
|        | Mas Cuadrell             | Sitges   | masia        | Estil: arquitectura popular                                                                    | 41° 15′ 59″ N, 1° 50′ 49″ E / 41.266506°N,1.84707°E ca:Camí de la Fita (prop de la Riera de Vallcarca) 210 msnm | bé integrant del patrimoni cultural català | Mas Quadrell             | Modifica les dades a Wikidata |
|        | Mas Maiol                | Sitges   | masia        | Estil: arquitectura popular                                                                    | 41° 15′ 52″ N, 1° 50′ 20″ E / 41.264558°N,1.838807°E ca:Collet de la Fita                                       | bé integrant del patrimoni cultural català |                          | Modifica les dades a Wikidata |
|        | Mas Pasqualí             | Sitges   | masia        |                                                                                                | 41° 13′ 51″ N, 1° 45′ 41″ E / 41.2308899722647°N,1.76150589277413°E ca:Zona Urbanització Els Cards              |                                            |                          | Modifica les dades a Wikidata |
|        | Mas d'en Puig            | Sitges   | masia        | 19th century                                                                                   | 41° 15′ 07″ N, 1° 49′ 24″ E / 41.251995891261°N,1.8232165165997°E ca:Av. De la sardana de l'Empordà             |                                            |                          | Modifica les dades a Wikidata |
|        | Mas dels Pins            | Sitges   | masia        | Estil: historicisme arquitectònic Estat: malmès                                                | 41° 14′ 34″ N, 1° 49′ 11″ E / 41.24273°N,1.81976°E ca:Zona Quintmar                                             |                                            | Mas dels Pins            | Modifica les dades a Wikidata |
|        | Masia Güell              | Sitges   | masia        | Estil: arquitectura popular                                                                    | 41° 15′ 21″ N, 1° 54′ 20″ E / 41.2557°N,1.90557°E                                                               | bé integrant del patrimoni cultural català | Masia Güell (Garraf)     | Modifica les dades a Wikidata |
|        | Masia de les Coves       | Sitges   | masia        |                                                                                                | 41° 13′ 23″ N, 1° 46′ 28″ E / 41.2231554872716°N,1.77441732777679°E 3 msnm                                      |                                            | Masia de les Coves       | Modifica les dades a Wikidata |
|        | Miralpeix                | Sitges   | masia        | Estat: ruïnós                                                                                  | 41° 13′ 48″ N, 1° 46′ 19″ E / 41.22993542508218°N,1.7720550298690798°E ca:Camí de Miralpeix                     |                                            | Miralpeix                | Modifica les dades a Wikidata |
|        | Santa Bàrbara            | Sitges   | masia        | Estil: arquitectura neoclàssica 19th century                                                   | 41° 14′ 31″ N, 1° 47′ 46″ E / 41.242068°N,1.796006°E ca:Quadra dels Gassons 42 msnm                             | bé integrant del patrimoni cultural català | Santa Bàrbara (Sitges)   | Modifica les dades a Wikidata |
|        | Tancat del Mas d'en Puig | Sitges   | masia        |                                                                                                | 41° 14′ 51″ N, 1° 49′ 09″ E / 41.2476370803329°N,1.81913320790597°E 70 msnm                                     |                                            | Tancat del Mas d'en Puig | Modifica les dades a Wikidata |
|        | Xalet de la Casa Nova    | Sitges   | masia        |                                                                                                | 41° 16′ 14″ N, 1° 51′ 04″ E / 41.2705333108972°N,1.85107540999439°E                                             |                                            |                          | Modifica les dades a Wikidata |
|        | el Bon Repòs             | Sitges   | masia        |                                                                                                | 41° 13′ 50″ N, 1° 46′ 30″ E / 41.2306574685085°N,1.77513630143436°E                                             |                                            |                          | Modifica les dades a Wikidata |
|        | el Casalot               | Sitges   | masia        |                                                                                                | 41° 14′ 31″ N, 1° 47′ 55″ E / 41.2419674242852°N,1.79873302127637°E                                             |                                            | El Casalot (Sitges)      | Modifica les dades a Wikidata |
|        | el Fondac                | Sitges   | masia        |                                                                                                | 41° 14′ 41″ N, 1° 48′ 04″ E / 41.2446682877369°N,1.8011897527813°E                                              |                                            |                          | Modifica les dades a Wikidata |
|        | l'Estellar               | Sitges   | masia        |                                                                                                | 41° 15′ 17″ N, 1° 49′ 19″ E / 41.254685440407°N,1.8219746412396°E                                               |                                            |                          | Modifica les dades a Wikidata |
|        | la Ginesta               | Sitges   | masia        | 1885                                                                                           | 41° 15′ 41″ N, 1° 55′ 14″ E / 41.26149°N,1.92063°E ca:Km. 41,5 de la carretera C-32                             |                                            |                          | Modifica les dades a Wikidata |
|        | la Morisca               | Sitges   | masia        |                                                                                                | 41° 14′ 39″ N, 1° 52′ 12″ E / 41.2441649275533°N,1.86986841601732°E                                             |                                            |                          | Modifica les dades a Wikidata |
|        | la Pleta                 | Sitges   | masia        | Arquitecte: Francesc Berenguer i Mestres Estil: modernisme català arquitectura modernista 1894 | 41° 16′ 29″ N, 1° 54′ 53″ E / 41.274694°N,1.914839°E ca:Camí de la Plana Novella                                | bé integrant del patrimoni cultural català | La Pleta (Sitges)        | Modifica les dades a Wikidata |
|        | la Sínia del Rei         | Sitges   | masia        | Estil: noucentisme 20th century                                                                | 41° 13′ 50″ N, 1° 46′ 55″ E / 41.230523987437°N,1.78208304151519°E ca:Darrera del club de golf Terramar 11 msnm |                                            | La Sínia del Rei         | Modifica les dades a Wikidata |
|        | les Basses               | Sitges   | masia        | Estil: arquitectura popular                                                                    | 41° 15′ 26″ N, 1° 50′ 30″ E / 41.257236°N,1.841611°E ca:Entre el Turó del Rave i el Turó Rodó                   | bé integrant del patrimoni cultural català |                          | Modifica les dades a Wikidata |
|        | les Pruelles             | Sitges   | masia        |                                                                                                | 41° 14′ 59″ N, 1° 48′ 39″ E / 41.2496407177339°N,1.81076635813108°E                                             |                                            |                          | Modifica les dades a Wikidata |
|        | les Àligues              | Sitges   | masia        | Estil: arquitectura popular                                                                    | 41° 15′ 42″ N, 1° 52′ 07″ E / 41.2617526180927°N,1.86852667112044°E ca:Fondo del Tro (a prop de Vallcarca)      |                                            |                          | Modifica les dades a Wikidata |

## monument
| imatge | Nom                                   | Ubicat a | instància de                | Detalls                                                       | coordenades | Protecció                                  | Commons (més fotos)                   | Dades a WD                    |
| ------ | ------------------------------------- | -------- | --------------------------- | ------------------------------------------------------------- | --- | ------------------------------------------ | ------------------------------------- | ----------------------------- |
|        | Escultura Cap de Crist                | Sitges   | monument                    |                                                               | 41° 14′ 07″ N, 1° 48′ 47″ E / 41.235252380371094°N,1.8131799697875977°E ca:Baluard de Vidal i Quadras                                              |                                            | Cap de Crist (Josep Cañas)            | Modifica les dades a Wikidata |
|        | Escultura Postal de Sitges            | Sitges   | monument                    |                                                               | 41° 14′ 07″ N, 1° 48′ 48″ E / 41.23525619506836°N,1.8132699728012085°E ca:Baluard Vidal i Quadras                                                  |                                            | Postal de Sitges (Joan Iriarte)       | Modifica les dades a Wikidata |
|        | Escultura Vela                        | Sitges   | monument                    |                                                               | 41° 14′ 27″ N, 1° 47′ 54″ E / 41.24095916748047°N,1.7982150316238403°E ca:Rotonda del Camí Capellans / Av. Sofia                                   |                                            | Vela (Antoni Rosselló)                | Modifica les dades a Wikidata |
|        | Homenatge a Gaietà Benaprès           | Sitges   | monument                    | Estil: noucentisme                                            | 41° 13′ 47″ N, 1° 47′ 41″ E / 41.22978210449219°N,1.7948060035705566°E ca:Pg. Marítim                                                              |                                            |                                       | Modifica les dades a Wikidata |
|        | Monument a El Greco                   | Sitges   | monument                    | Estil: arquitectura modernista 1972                           | 41° 14′ 06″ N, 1° 48′ 33″ E / 41.235°N,1.80919°E ca:c/Sant Pau                                                                                     | bé integrant del patrimoni cultural català | Monument a El Greco (Sitges)          | Modifica les dades a Wikidata |
|        | Monument a Ignasi Agustí              | Sitges   | monument mobiliari urbà     | 1976                                                          | 41° 13′ 46″ N, 1° 47′ 30″ E / 41.22934341430664°N,1.7916250228881836°E 41° 13′ 46″ N, 1° 47′ 30″ E / 41.22932°N,1.79163°E ca:Plaça d'Ignasi Agustí |                                            |                                       | Modifica les dades a Wikidata |
|        | Monument a Santiago Rusiñol           | Sitges   | monument                    |                                                               | 41° 14′ 09″ N, 1° 48′ 47″ E / 41.23583984375°N,1.813081979751587°E ca:Port Alegre, 9                                                               |                                            | Monument a Santiago Rusiñol (Sitges)  | Modifica les dades a Wikidata |
|        | monument al Doctor Robert             | Sitges   | monument                    | Creador: Josep Reynés i Gurguí Estil: modernisme català 1900s | 41° 14′ 06″ N, 1° 48′ 42″ E / 41.2349°N,1.81164°E ca:Plaça de la Vila                                                                              | bé integrant del patrimoni cultural català | Monument al Doctor Robert (Sitges)    | Modifica les dades a Wikidata |
|        | monument contra l'homofòbia de Sitges | Sitges   | monument lloc històric LGBT |                                                               | 41° 13′ 58″ N, 1° 48′ 07″ E / 41.232766°N,1.801865°E                                                                                               |                                            | Monument against homophobia in Sitges | Modifica les dades a Wikidata |

## muntanya
| imatge | Nom                      | Ubicat a                  | instància de | Detalls | coordenades                                                                          | Protecció | Commons (més fotos)          | Dades a WD                    |
| ------ | ------------------------ | ------------------------- | ------------ | ------- | ------------------------------------------------------------------------------------ | --------- | ---------------------------- | ----------------------------- |
|        | Fitó de Miralpeix        | Sitges                    | muntanya     |         | 41° 13′ 49″ N, 1° 45′ 58″ E / 41.23035833°N,1.76604444°E 109.3 msnm                  |           |                              | Modifica les dades a Wikidata |
|        | Llacsí                   | Sitges                    | muntanya     |         | 41° 16′ 22″ N, 1° 53′ 37″ E / 41.27285°N,1.89373056°E 363.1 msnm                     |           |                              | Modifica les dades a Wikidata |
|        | Morro Curt               | Sitges                    | muntanya     |         | 41° 16′ 25″ N, 1° 56′ 00″ E / 41.27368333°N,1.93328056°E 255.2 msnm                  |           |                              | Modifica les dades a Wikidata |
|        | Penya Riscle             | Sitges Olivella           | muntanya     |         | 41° 16′ 06″ N, 1° 50′ 15″ E / 41.2683°N,1.83746°E massís de Garraf 308.1 msnm        |           | Penya Riscle                 | Modifica les dades a Wikidata |
|        | Penya de l'Àliga         | Sitges Olivella           | muntanya     |         | 41° 16′ 08″ N, 1° 50′ 28″ E / 41.268816°N,1.841078°E massís de Garraf 270 msnm       |           | Penya de l'Àliga (Olivella)  | Modifica les dades a Wikidata |
|        | Penya del Castellar      | Sitges                    | muntanya     |         | 41° 16′ 53″ N, 1° 55′ 44″ E / 41.281475°N,1.92881111°E massís de Garraf 409.4 msnm   |           | Penya del Castellar          | Modifica les dades a Wikidata |
|        | Penya del Llamp          | Sitges                    | muntanya     |         | 41° 14′ 34″ N, 1° 50′ 44″ E / 41.24275556°N,1.84558333°E massís de Garraf 245.5 msnm |           | Penya del Llamp              | Modifica les dades a Wikidata |
|        | Pic de Martell           | Sitges                    | muntanya     |         | 41° 16′ 28″ N, 1° 55′ 24″ E / 41.2744°N,1.92326°E massís de Garraf 362.6 msnm        |           | Pic de Martell               | Modifica les dades a Wikidata |
|        | Puig Agut                | Sitges                    | muntanya     |         | 41° 15′ 54″ N, 1° 54′ 23″ E / 41.264939°N,1.906347°E massís de Garraf 255 msnm       |           | Puig Agut (Sitges)           | Modifica les dades a Wikidata |
|        | Puig Beix                | Sitges                    | muntanya     |         | 41° 16′ 47″ N, 1° 53′ 55″ E / 41.27972778°N,1.89857778°E 448.7 msnm                  |           |                              | Modifica les dades a Wikidata |
|        | Puig Coscó               | Sitges Begues             | muntanya     |         | 41° 16′ 41″ N, 1° 52′ 57″ E / 41.278072°N,1.882617°E massís de Garraf 448 msnm       |           | Puig Coscó                   | Modifica les dades a Wikidata |
|        | Puig Sabataire           | Sitges                    | muntanya     |         | 41° 16′ 44″ N, 1° 53′ 35″ E / 41.2789°N,1.89312°E massís de Garraf 462.7 msnm        |           | Puig Sabataire               | Modifica les dades a Wikidata |
|        | Puig d'Espinal           | Sitges Olivella           | muntanya     |         | 41° 16′ 31″ N, 1° 51′ 57″ E / 41.27537222°N,1.86596944°E massís de Garraf 386.9 msnm |           | Puig d'Espinal               | Modifica les dades a Wikidata |
|        | Puig d'en Boronet        | Sitges                    | muntanya     |         | 41° 14′ 59″ N, 1° 50′ 15″ E / 41.249639°N,1.837522°E massís de Garraf 315 msnm       |           | Puig d'en Boronet            | Modifica les dades a Wikidata |
|        | Puig de Sant Isidre      | Sitges                    | muntanya     |         | 41° 14′ 43″ N, 1° 50′ 20″ E / 41.2454°N,1.83902°E massís de Garraf 272.1 msnm        |           | Puig de Sant Isidre (Sitges) | Modifica les dades a Wikidata |
|        | Puig de l'Olla           | Sitges Gavà               | muntanya     |         | 41° 17′ 07″ N, 1° 55′ 54″ E / 41.2853°N,1.93153°E 425.7 msnm                         |           |                              | Modifica les dades a Wikidata |
|        | Puig de la Perdiu        | Sitges                    | muntanya     |         | 41° 14′ 47″ N, 1° 51′ 56″ E / 41.246466°N,1.86551°E massís de Garraf 176 msnm        |           | Puig de la Perdiu            | Modifica les dades a Wikidata |
|        | Pujol Petit              | Sitges                    | muntanya     |         | 41° 14′ 55″ N, 1° 50′ 26″ E / 41.24855°N,1.84058056°E massís de Garraf 285.6 msnm    |           | Pujol Petit                  | Modifica les dades a Wikidata |
|        | Pujol d'en Pei           | Sitges                    | muntanya     |         | 41° 15′ 58″ N, 1° 51′ 42″ E / 41.2662°N,1.86157°E 241.8 msnm                         |           | Pujol d'en Pei               | Modifica les dades a Wikidata |
|        | Ràfols                   | Sitges                    | muntanya     |         | 41° 16′ 00″ N, 1° 56′ 04″ E / 41.2668°N,1.93435°E 78.3 msnm                          |           |                              | Modifica les dades a Wikidata |
|        | Turó de la Fleca         | Sitges                    | muntanya     |         | 41° 15′ 06″ N, 1° 50′ 06″ E / 41.25170306°N,1.83513472°E massís de Garraf 293.3 msnm |           | Turó de la Fleca             | Modifica les dades a Wikidata |
|        | Turó del Mig             | Sitges                    | muntanya     |         | 41° 15′ 04″ N, 1° 50′ 35″ E / 41.251155°N,1.84295°E 311.5 msnm                       |           |                              | Modifica les dades a Wikidata |
|        | Turó del Rave            | Sitges                    | muntanya     |         | 41° 15′ 24″ N, 1° 50′ 58″ E / 41.25665833°N,1.849375°E massís de Garraf 233.4 msnm   |           | Turó del Rave                | Modifica les dades a Wikidata |
|        | Turó del Tancat          | Sitges                    | muntanya     |         | 41° 14′ 57″ N, 1° 49′ 07″ E / 41.24919444°N,1.81868583°E 118.5 msnm                  |           | Turó del Tancat              | Modifica les dades a Wikidata |
|        | Turó dels Boixos         | Sitges Olivella           | muntanya     |         | 41° 16′ 18″ N, 1° 50′ 35″ E / 41.27156389°N,1.84300556°E 252 msnm                    |           |                              | Modifica les dades a Wikidata |
|        | el Barral                | Sitges                    | muntanya     |         | 41° 14′ 58″ N, 1° 51′ 00″ E / 41.249494°N,1.850135°E massís de Garraf 258 msnm       |           | El Barral                    | Modifica les dades a Wikidata |
|        | el Castellot             | Sitges                    | muntanya     |         | 41° 14′ 59″ N, 1° 52′ 55″ E / 41.2498°N,1.88191°E massís de Garraf 236.6 msnm        |           | El Castellot (Sitges)        | Modifica les dades a Wikidata |
|        | el Codolet               | Sitges                    | muntanya     |         | 41° 13′ 27″ N, 1° 46′ 14″ E / 41.22415278°N,1.77043333°E 62.8 msnm                   |           | El Codolet                   | Modifica les dades a Wikidata |
|        | el Fitó                  | Sitges                    | muntanya     |         | 41° 13′ 18″ N, 1° 45′ 34″ E / 41.22158611°N,1.75945278°E 56.2 msnm                   |           | El Fitó (Sitges)             | Modifica les dades a Wikidata |
|        | el Picorb                | Sitges                    | muntanya     |         | 41° 14′ 28″ N, 1° 50′ 28″ E / 41.241045°N,1.841197°E massís de Garraf 246 msnm       |           | El Picorb                    | Modifica les dades a Wikidata |
|        | el Pujol Gran            | Sitges                    | muntanya     |         | 41° 15′ 29″ N, 1° 50′ 43″ E / 41.25818611°N,1.84524167°E 264.7 msnm                  |           |                              | Modifica les dades a Wikidata |
|        | la Creueta dels Aragalls | Sitges Begues             | muntanya     |         | 41° 16′ 58″ N, 1° 53′ 26″ E / 41.28285°N,1.890662°E massís de Garraf 466 msnm        |           | La Creueta dels Aragalls     | Modifica les dades a Wikidata |
|        | la Falconera             | Sitges                    | muntanya     |         | 41° 15′ 03″ N, 1° 53′ 42″ E / 41.2507°N,1.89503°E 128 msnm                           |           | La Falconera (Sitges)        | Modifica les dades a Wikidata |
|        | la Fita Grossa           | Sant Pere de Ribes Sitges | muntanya     |         | 41° 16′ 02″ N, 1° 50′ 04″ E / 41.26718278°N,1.83454778°E 300.7 msnm                  |           | La Fita Grossa               | Modifica les dades a Wikidata |
|        | la Rodona                | Sitges                    | muntanya     |         | 41° 13′ 23″ N, 1° 45′ 52″ E / 41.22301667°N,1.76431667°E 55.2 msnm                   |           | La Rodona (Sitges)           | Modifica les dades a Wikidata |
|        | la Sivina                | Sant Pere de Ribes Sitges | muntanya     |         | 41° 15′ 38″ N, 1° 50′ 00″ E / 41.26061111111111°N,1.8332777777777776°E 272 msnm      |           |                              | Modifica les dades a Wikidata |
|        | turó de Miralpeix        | Sitges                    | muntanya     |         | 41° 13′ 57″ N, 1° 46′ 22″ E / 41.232509°N,1.772838°E 104 msnm                        |           | Turó de Miralpeix            | Modifica les dades a Wikidata |

## nucli d'entitat singular de població
| imatge | Nom                | Ubicat a                      | instància de                                           | Detalls  | coordenades                                                       | Protecció | Commons (més fotos) | Dades a WD                    |
| ------ | ------------------ | ----------------------------- | ------------------------------------------------------ | -------- | ----------------------------------------------------------------- | --------- | ------------------- | ----------------------------- |
|        | Garraf II          | les Botigues de Sitges Sitges | nucli d'entitat singular de població nucli de població | 1030 hab | 41° 16′ 05″ N, 1° 56′ 14″ E / 41.26799°N,1.93731°E 45 msnm        |           |                     | Modifica les dades a Wikidata |
|        | Ratpenat           | les Botigues de Sitges Sitges | nucli d'entitat singular de població nucli de població | 670 hab  | 41° 15′ 53″ N, 1° 55′ 32″ E / 41.26478861°N,1.925498813°E 52 msnm |           |                     | Modifica les dades a Wikidata |
|        | el Passeig Marítim | les Botigues de Sitges Sitges | nucli d'entitat singular de població nucli de població | 411 hab  | 41° 13′ 56″ N, 1° 47′ 59″ E / 41.23208979°N,1.79967962°E 4 msnm   |           |                     | Modifica les dades a Wikidata |

## nucli de població
| imatge | Nom        | Ubicat a | instància de                   | Detalls | coordenades | Protecció | Commons (més fotos) | Dades a WD                    |
| ------ | ---------- | -------- | ------------------------------ | ------- | --- | --------- | ------------------- | ----------------------------- |
|        | Aiguadolç  | Sitges   | nucli de població              |         | 41° 14′ 06″ N, 1° 49′ 38″ E / 41.234921264395°N,1.8271025595252°E                                              |           | Aiguadolç           | Modifica les dades a Wikidata |
|        | Campdàsens | Sitges   | nucli de població              |         | 41° 15′ 38″ N, 1° 52′ 44″ E / 41.260472894154034°N,1.878941059112549°E ca:Camí de Campdàsens, des de Vallcarca |           | Campdàsens          | Modifica les dades a Wikidata |
|        | Llevantina | Sitges   | nucli de població urbanització |         | 41° 14′ 38″ N, 1° 49′ 41″ E / 41.243939299515°N,1.8281347055834°E                                              |           | Llevantina          | Modifica les dades a Wikidata |
|        | Montgavina | Sitges   | nucli de població urbanització |         | 41° 14′ 22″ N, 1° 49′ 57″ E / 41.2393700784894°N,1.83257577578619°E 50 msnm                                    |           | Montgavina          | Modifica les dades a Wikidata |
|        | Quintmar   | Sitges   | nucli de població urbanització |         | 41° 15′ 01″ N, 1° 49′ 37″ E / 41.250231257681°N,1.8268287451083°E                                              |           | Quintmar            | Modifica les dades a Wikidata |

## pedrera
| imatge | Nom                                   | Ubicat a | instància de | Detalls | coordenades                                                         | Protecció | Commons (més fotos) | Dades a WD                    |
| ------ | ------------------------------------- | -------- | ------------ | ------- | ------------------------------------------------------------------- | --------- | ------------------- | ----------------------------- |
|        | pedrera Asland                        | Sitges   | pedrera      |         | 41° 15′ 55″ N, 1° 53′ 57″ E / 41.2654009905905°N,1.89921625053348°E |           |                     | Modifica les dades a Wikidata |
|        | pedrera Explotación de Áridos Calizos | Sitges   | pedrera      |         | 41° 15′ 39″ N, 1° 54′ 47″ E / 41.2608764611001°N,1.91315143506426°E |           |                     | Modifica les dades a Wikidata |
|        | pedrera Iberáridos                    | Sitges   | pedrera      |         | 41° 15′ 21″ N, 1° 53′ 30″ E / 41.2558079695459°N,1.89171418896696°E |           |                     | Modifica les dades a Wikidata |
|        | pedrera Uniland                       | Sitges   | pedrera      |         | 41° 15′ 43″ N, 1° 54′ 01″ E / 41.2619523211496°N,1.90028885577839°E |           |                     | Modifica les dades a Wikidata |
|        | pedrera de les Pedrisses              | Sitges   | pedrera      |         | 41° 15′ 49″ N, 1° 54′ 38″ E / 41.2635535002355°N,1.9104807321539°E  |           |                     | Modifica les dades a Wikidata |
|        | pedrera del Tirano                    | Sitges   | pedrera      |         | 41° 14′ 50″ N, 1° 49′ 52″ E / 41.2471550924151°N,1.83104083434696°E |           |                     | Modifica les dades a Wikidata |

## platja
| imatge | Nom                          | Ubicat a | instància de          | Detalls                         | coordenades                                                             | Protecció | Commons (més fotos)                | Dades a WD                    |
| ------ | ---------------------------- | -------- | --------------------- | ------------------------------- | ----------------------------------------------------------------------- | --------- | ---------------------------------- | ----------------------------- |
|        | Cala Bou                     | Sitges   | platja                |                                 | 41° 15′ 00″ N, 1° 53′ 52″ E / 41.250066°N,1.8978°E ca:Garraf            |           | Cala Bou (Sitges)                  | Modifica les dades a Wikidata |
|        | Cala Forn                    | Sitges   | platja                |                                 | 41° 14′ 08″ N, 1° 50′ 29″ E / 41.235587°N,1.84141°E massís de Garraf    |           | Cala Forn (Sitges)                 | Modifica les dades a Wikidata |
|        | Cala Ginesta                 | Sitges   | platja                |                                 | 41° 15′ 29″ N, 1° 55′ 11″ E / 41.257972°N,1.919602°E                    |           | Cala Ginesta                       | Modifica les dades a Wikidata |
|        | Cala Vallcarca               | Sitges   | platja                |                                 | 41° 14′ 22″ N, 1° 51′ 44″ E / 41.239352°N,1.862343°E massís de Garraf   |           | Platja de Vallcarca                | Modifica les dades a Wikidata |
|        | Cala Xica                    | Sitges   | platja                |                                 | 41° 13′ 10″ N, 1° 45′ 37″ E / 41.21952394448726°N,1.7602141593557636°E  |           |                                    | Modifica les dades a Wikidata |
|        | Platja Cap de Grills         | Sitges   | platja                |                                 | 41° 13′ 24″ N, 1° 46′ 57″ E / 41.223437°N,1.782476°E                    |           | Platja Cap de Grills               | Modifica les dades a Wikidata |
|        | Platja Fonda                 | Sitges   | platja                |                                 | 41° 14′ 10″ N, 1° 48′ 59″ E / 41.236119°N,1.816424°E                    |           | Platja Fonda (Sitges)              | Modifica les dades a Wikidata |
|        | cala Morisca                 | Sitges   | platja platja nudista |                                 | 41° 14′ 33″ N, 1° 52′ 09″ E / 41.24247°N,1.8691°E massís de Garraf      |           | Cala Morisca (Sitges)              | Modifica les dades a Wikidata |
|        | la Caleta                    | Sitges   | platja                |                                 | 41° 14′ 11″ N, 1° 49′ 49″ E / 41.23649403393186°N,1.8303306065010905°E  |           | La Caleta (Sitges)                 | Modifica les dades a Wikidata |
|        | les Anquines                 | Sitges   | platja                | Llarg: 160m Superfície: 0.52km² | 41° 13′ 28″ N, 1° 47′ 15″ E / 41.22444444444445°N,1.7875°E              |           | Les Anquines                       | Modifica les dades a Wikidata |
|        | platja d'Aiguadolç (Sitges)  | Sitges   | platja                |                                 | 41° 14′ 11″ N, 1° 49′ 42″ E / 41.236523576001765°N,1.828211243810386°E  |           | Platja d'Aiguadolç                 | Modifica les dades a Wikidata |
|        | platja de Garraf             | Sitges   | platja                |                                 | 41° 15′ 15″ N, 1° 54′ 14″ E / 41.2541°N,1.90396°E                       |           | Platja de Garraf                   | Modifica les dades a Wikidata |
|        | platja de Llevant            | Sitges   | platja                |                                 | 41° 14′ 24″ N, 1° 51′ 59″ E / 41.240047°N,1.866304°E                    |           | Platja de Llevant (Vallcarca)      | Modifica les dades a Wikidata |
|        | platja de Rosés              | Sitges   | platja platja nudista |                                 | 41° 13′ 17″ N, 1° 46′ 10″ E / 41.22143838152109°N,1.7694747447967532°E  |           | Platja de Rosés                    | Modifica les dades a Wikidata |
|        | platja de Sant Sebastià      | Sitges   | platja                |                                 | 41° 14′ 09″ N, 1° 48′ 52″ E / 41.23585°N,1.81439°E                      |           | Platja de Sant Sebastià (Sitges)   | Modifica les dades a Wikidata |
|        | platja de Santa Margarida    | Sitges   | platja                |                                 | 41° 13′ 26″ N, 1° 46′ 42″ E / 41.22389492234168°N,1.778378923859265°E   |           | Platja de Santa Margarida (Sitges) | Modifica les dades a Wikidata |
|        | platja de Terramar           | Sitges   | platja                | Llarg: 484m Ample: 19m          | 41° 13′ 35″ N, 1° 47′ 23″ E / 41.226490897200506°N,1.7897245629852685°E |           | Platja de Terramar                 | Modifica les dades a Wikidata |
|        | platja de l'Estanyol         | Sitges   | platja                | Llarg: 365m Ample: 20m          | 41° 13′ 55″ N, 1° 48′ 01″ E / 41.23198126891917°N,1.8001967984047795°E  |           | Platja de l'Estanyol (Sitges)      | Modifica les dades a Wikidata |
|        | platja de l'Home Mort        | Sitges   | platja platja nudista |                                 | 41° 13′ 15″ N, 1° 46′ 05″ E / 41.2208°N,1.76794°E                       |           | Platja de l'Home Mort              | Modifica les dades a Wikidata |
|        | platja de la Barra           | Sitges   | platja                |                                 | 41° 13′ 44″ N, 1° 47′ 35″ E / 41.228757251702824°N,1.7931189233269655°E |           | Platja de la Barra                 | Modifica les dades a Wikidata |
|        | platja de la Bassa Rodona    | Sitges   | platja                |                                 | 41° 14′ 00″ N, 1° 48′ 15″ E / 41.233222638379395°N,1.8040444647206269°E |           | Platja de la Bassa Rodona          | Modifica les dades a Wikidata |
|        | platja de la Desenrocada     | Sitges   | platja platja nudista |                                 | 41° 13′ 12″ N, 1° 45′ 49″ E / 41.21999789004405°N,1.7635899782180788°E  |           | Platja de la Desenrocada           | Modifica les dades a Wikidata |
|        | platja de la Fragata         | Sitges   | platja                |                                 | 41° 14′ 04″ N, 1° 48′ 35″ E / 41.23440643353336°N,1.8097243668169491°E  |           | Platja de la Fragata               | Modifica les dades a Wikidata |
|        | platja de la Ribera (Sitges) | Sitges   | platja                |                                 | 41° 14′ 03″ N, 1° 48′ 25″ E / 41.234254389166374°N,1.8070732355982209°E |           | Platja de la Ribera (Sitges)       | Modifica les dades a Wikidata |
|        | platja de la Riera Xica      | Sitges   | platja                |                                 | 41° 13′ 50″ N, 1° 47′ 47″ E / 41.23045158276712°N,1.7964667494382978°E  |           | Platja de la Riera Xica            | Modifica les dades a Wikidata |
|        | platja de les Botigues       | Sitges   | platja                |                                 | 41° 15′ 45″ N, 1° 56′ 02″ E / 41.26240392258734°N,1.9339277520466092°E  |           | Platja de les Botigues             | Modifica les dades a Wikidata |
|        | platja de les Coves          | Sitges   | platja                |                                 | 41° 13′ 23″ N, 1° 46′ 30″ E / 41.22316310664821°N,1.774940164091371°E   |           | Platja de les Coves                | Modifica les dades a Wikidata |
|        | platja del Cellerot          | Sitges   | platja                |                                 | 41° 13′ 27″ N, 1° 47′ 08″ E / 41.224250049665535°N,1.78547007490829°E   |           | Platja del Cellerot                | Modifica les dades a Wikidata |
|        | platja del Gaspar            | Sitges   | platja                | Llarg: 19m Ample: 11m           | 41° 13′ 10″ N, 1° 45′ 28″ E / 41.21953258414304°N,1.7577580408496325°E  |           | Platja del Gaspar                  | Modifica les dades a Wikidata |
|        | platja dels Balmins          | Sitges   | platja platja nudista | Llarg: 233m Ample: 27m          | 41° 14′ 09″ N, 1° 49′ 13″ E / 41.23587454873455°N,1.820261412950431°E   |           | Platja dels Balmins                | Modifica les dades a Wikidata |
|        | platja dels Ponts            | Sitges   | platja                |                                 | 41° 14′ 09″ N, 1° 50′ 12″ E / 41.235903°N,1.836558°E massís de Garraf   |           | Platja dels Ponts                  | Modifica les dades a Wikidata |

## pont
| imatge | Nom                                   | Ubicat a                  | instància de           | Detalls                                     | coordenades                                                            | Protecció | Commons (més fotos)                   | Dades a WD                    |
| ------ | ------------------------------------- | ------------------------- | ---------------------- | ------------------------------------------- | ---------------------------------------------------------------------- | --------- | ------------------------------------- | ----------------------------- |
|        | Pont de Can Panxampla                 | Sant Pere de Ribes Sitges | pont pont de carretera | 1879 Travessa: riera de Ribes Estat: malmès | 41° 13′ 59″ N, 1° 47′ 00″ E / 41.23304°N,1.78346°E ca:Carretera C-246a |           | Pont de Can Panxampla                 | Modifica les dades a Wikidata |
|        | pont del Passeig de la Riera de Ribes | Sitges                    | pont                   | Travessa: riera de Ribes                    | 41° 13′ 50″ N, 1° 46′ 58″ E / 41.23044376020313°N,1.7827194929122927°E |           | Pont del passeig de la Riera de Ribes | Modifica les dades a Wikidata |

## pont ferroviari
| imatge | Nom                                          | Ubicat a | instància de         | Detalls                                                                    | coordenades                                                            | Protecció | Commons (més fotos)                   | Dades a WD                    |
| ------ | -------------------------------------------- | -------- | -------------------- | -------------------------------------------------------------------------- | ---------------------------------------------------------------------- | --------- | ------------------------------------- | ----------------------------- |
|        | pont del tren sobre el passeig de Vilafranca | Sitges   | pont ferroviari pont | Hi passa: línia Barcelona-Vilanova-Valls línia R2                          | 41° 14′ 22″ N, 1° 48′ 24″ E / 41.23943983096261°N,1.806553602218628°E  |           |                                       | Modifica les dades a Wikidata |
|        | pont del tren sobre la riera de Ribes        | Sitges   | pont ferroviari pont | Travessa: riera de Ribes Hi passa: línia Barcelona-Vilanova-Valls línia R2 | 41° 13′ 45″ N, 1° 46′ 59″ E / 41.229152742644594°N,1.783003807067871°E |           | Pont del tren sobre la riera de Ribes | Modifica les dades a Wikidata |

## port esportiu
| imatge | Nom              | Ubicat a | instància de  | Detalls | coordenades                                              | Protecció | Commons (més fotos) | Dades a WD                    |
| ------ | ---------------- | -------- | ------------- | ------- | -------------------------------------------------------- | --------- | ------------------- | ----------------------------- |
|        | Port Ginesta     | Sitges   | port esportiu |         | 41° 15′ 35″ N, 1° 55′ 31″ E / 41.2597°N,1.92528°E        |           | Port Ginesta        | Modifica les dades a Wikidata |
|        | Port d'Aiguadolç | Sitges   | port esportiu |         | 41° 13′ 55″ N, 1° 49′ 24″ E / 41.23194444°N,1.82333333°E |           | Port d'Aiguadolç    | Modifica les dades a Wikidata |
|        | port de Garraf   | Sitges   | port esportiu |         | 41° 15′ N, 1° 54′ E / 41.25°N,1.9°E Garraf               |           | Port de Garraf      | Modifica les dades a Wikidata |

## rectoria
| imatge | Nom           | Ubicat a | instància de | Detalls                                         | coordenades                                                                          | Protecció                                  | Commons (més fotos)      | Dades a WD                    |
| ------ | ------------- | -------- | ------------ | ----------------------------------------------- | ------------------------------------------------------------------------------------ | ------------------------------------------ | ------------------------ | ----------------------------- |
|        | Casa Rectoral | Sitges   | rectoria     | Estil: arquitectura popular arquitectura gòtica | 41° 14′ 06″ N, 1° 48′ 43″ E / 41.234864°N,1.811817°E ca:Plaça de l'Ajuntament, 19-20 | bé integrant del patrimoni cultural català | Casa rectoral de Sitges  | Modifica les dades a Wikidata |
|        | la Rectoria   | Sitges   | rectoria     |                                                 | 41° 15′ 38″ N, 1° 52′ 45″ E / 41.2606864364537°N,1.87924084486454°E                  |                                            | La Rectoria (Campdàsens) | Modifica les dades a Wikidata |

## serra
| imatge | Nom                   | Ubicat a                  | instància de   | Detalls | coordenades                                                                                     | Protecció | Commons (més fotos)   | Dades a WD                    |
| ------ | --------------------- | ------------------------- | -------------- | ------- | ----------------------------------------------------------------------------------------------- | --------- | --------------------- | ----------------------------- |
|        | serra de Coma Roja    | Sitges                    | serra muntanya |         | 41° 15′ 47″ N, 1° 53′ 26″ E / 41.263157°N,1.890629°E massís de Garraf 325.7 msnm                |           | Serra de Coma Roja    | Modifica les dades a Wikidata |
|        | serra de Ripoll       | Sitges                    | serra          |         | 41° 17′ 20″ N, 1° 54′ 55″ E / 41.28881667°N,1.91515°E massís de Garraf 533.6 msnm               |           | Serra de Ripoll       | Modifica les dades a Wikidata |
|        | serra de les Pruelles | Sitges Sant Pere de Ribes | serra          |         | 41° 15′ 14″ N, 1° 48′ 32″ E / 41.25379063946607°N,1.808881759643555°E massís de Garraf 172 msnm |           | Serra de les Pruelles | Modifica les dades a Wikidata |
|        | serra del Lladre      | Sitges                    | serra          |         | 41° 16′ 13″ N, 1° 55′ 17″ E / 41.27019167°N,1.92133056°E 362.6 msnm                             |           |                       | Modifica les dades a Wikidata |
|        | serra dels Gegants    | Sant Pere de Ribes Sitges | serra          |         | 41° 15′ 24″ N, 1° 49′ 03″ E / 41.25669722°N,1.81737278°E 214.1 msnm                             |           | Serra dels Gegants    | Modifica les dades a Wikidata |
|        | serra dels Paranys    | Sant Pere de Ribes Sitges | serra          |         | 41° 13′ 49″ N, 1° 45′ 55″ E / 41.23023333°N,1.76520556°E 109.3 msnm                             |           |                       | Modifica les dades a Wikidata |
|        | serra dels Pins       | Sitges                    | serra          |         | 41° 15′ 39″ N, 1° 54′ 37″ E / 41.26083611°N,1.91025278°E 255.3 msnm                             |           | Serra dels Pins       | Modifica les dades a Wikidata |

## torre de defensa
| imatge | Nom                            | Ubicat a | instància de                         | Detalls      | coordenades | Protecció                                            | Commons (més fotos)            | Dades a WD                    |
| ------ | ------------------------------ | -------- | ------------------------------------ | ------------ | --- | ---------------------------------------------------- | ------------------------------ | ----------------------------- |
|        | Torre de Ca n'Amell            | Sitges   | torre de defensa                     |              | 41° 15′ 04″ N, 1° 52′ 31″ E / 41.251094°N,1.87529°E ca:Camí de Campdàsens a Vallcarca (1 km. De Campdàsens)                      | bé d'interès cultural bé cultural d'interès nacional | Torre de ca n'Amell            | Modifica les dades a Wikidata |
|        | Torre de Campdàsens            | Sitges   | torre de defensa                     | 16th century | 41° 15′ 37″ N, 1° 52′ 43″ E / 41.2604°N,1.87859°E ca:Campdàsens 232 msnm                                                         | bé d'interès cultural bé cultural d'interès nacional | Torre de defensa de Campdàsens | Modifica les dades a Wikidata |
|        | Torre de Garraf                | Sitges   | torre de defensa torre de sentinella |              | 41° 15′ 20″ N, 1° 54′ 21″ E / 41.255537°N,1.905909°E ca:Carretera C-246 (Barcelona-Calafell) km. 27                              | bé d'interès cultural bé cultural d'interès nacional | Torre de Garraf                | Modifica les dades a Wikidata |
|        | Torre de Miralpeix             | Sitges   | torre de defensa                     | 14th century | 41° 13′ 48″ N, 1° 46′ 20″ E / 41.229937°N,1.772224°E ca:Camí de Miralpeix                                                        | bé integrant del patrimoni cultural català           | Torre de Miralpeix             | Modifica les dades a Wikidata |
|        | Torre de defensa de Can Planes | Sitges   | torre de defensa                     | 15th century | 41° 16′ 10″ N, 1° 52′ 23″ E / 41.2695°N,1.87308611°E ca:Camí de Campdàsens a Plana Novella (1 km al nord de Campdàsens) 266 msnm | bé d'interès cultural bé cultural d'interès nacional | Torre de defensa de Can Planes | Modifica les dades a Wikidata |

## túnel
| imatge | Nom                         | Ubicat a | instància de | Detalls        | coordenades                                                                          | Protecció | Commons (més fotos)       | Dades a WD                    |
| ------ | --------------------------- | -------- | ------------ | -------------- | ------------------------------------------------------------------------------------ | --------- | ------------------------- | ----------------------------- |
|        | Túnel de la Ginesta         | Sitges   | túnel        |                | 41° 15′ 37″ N, 1° 55′ 01″ E / 41.260397529579°N,1.91681216290063°E                   |           |                           | Modifica les dades a Wikidata |
|        | Túnel de la Penya del Boc   | Sitges   | túnel        | Hi passa: C-32 | 41° 15′ 24″ N, 1° 53′ 59″ E / 41.2565694808681°N,1.89973458322696°E massís de Garraf |           | Túnel de la Penya del Boc | Modifica les dades a Wikidata |
|        | Túnel de la Penya del Llamp | Sitges   | túnel        |                | 41° 14′ 47″ N, 1° 50′ 35″ E / 41.246321716394°N,1.84306190336904°E                   |           |                           | Modifica les dades a Wikidata |
|        | Túnel del Castellot         | Sitges   | túnel        |                | 41° 15′ 01″ N, 1° 52′ 14″ E / 41.2502425309794°N,1.87052753849945°E                  |           |                           | Modifica les dades a Wikidata |
|        | Túnel del Quintmar          | Sitges   | túnel        |                | 41° 14′ 44″ N, 1° 49′ 13″ E / 41.2455581016818°N,1.82018507095471°E                  |           |                           | Modifica les dades a Wikidata |
|        | Túnel del Ratpenat          | Sitges   | túnel        |                | 41° 15′ 45″ N, 1° 55′ 24″ E / 41.2626117091599°N,1.92335320012662°E                  |           |                           | Modifica les dades a Wikidata |

## urbanització
| imatge | Nom                      | Ubicat a | instància de              | Detalls            | coordenades                                                                     | Protecció                                  | Commons (més fotos) | Dades a WD                    |
| ------ | ------------------------ | -------- | ------------------------- | ------------------ | ------------------------------------------------------------------------------- | ------------------------------------------ | ------------------- | ----------------------------- |
|        | Urbanització de Terramar | Sitges   | urbanització conjunt urbà | Estil: noucentisme | 41° 13′ 48″ N, 1° 47′ 28″ E / 41.23°N,1.791°E                                   | bé integrant del patrimoni cultural català | Terramar (Sitges)   | Modifica les dades a Wikidata |
|        | la Punta Gavina          | Sitges   | urbanització              |                    | 41° 14′ 10″ N, 1° 49′ 54″ E / 41.236204615341386°N,1.8317127227783203°E 22 msnm |                                            | La Punta Gavina     | Modifica les dades a Wikidata |

## viaducte
| imatge | Nom                   | Ubicat a | instància de | Detalls                    | coordenades                                                            | Protecció | Commons (més fotos)          | Dades a WD                    |
| ------ | --------------------- | -------- | ------------ | -------------------------- | ---------------------------------------------------------------------- | --------- | ---------------------------- | ----------------------------- |
|        | viaducte de Vallcarca | Sitges   | viaducte     | Hi passa: C-32 Llarg: 329m | 41° 14′ 39″ N, 1° 51′ 33″ E / 41.24420764984167°N,1.8592214584350588°E |           | Viaducte de Vallcarca (C-32) | Modifica les dades a Wikidata |
|        | viaducte del Garraf   | Sitges   | viaducte     | Hi passa: C-32 Llarg: 249m | 41° 15′ 31″ N, 1° 54′ 10″ E / 41.25866629284483°N,1.9028180837631228°E |           | Viaducte de Garraf           | Modifica les dades a Wikidata |

## vèrtex geodèsic
| imatge | Nom         | Ubicat a | instància de    | Detalls   | coordenades                                                       | Protecció | Commons (més fotos) | Dades a WD                    |
| ------ | ----------- | -------- | --------------- | --------- | ----------------------------------------------------------------- | --------- | ------------------- | ----------------------------- |
|        | Miralpeix   | Sitges   | vèrtex geodèsic | Alt: 1.2m | 41° 13′ 49″ N, 1° 45′ 58″ E / 41.230402°N,1.766045°E 108.972 msnm |           |                     | Modifica les dades a Wikidata |
|        | Penyariscla | Sitges   | vèrtex geodèsic | Alt: 1.2m | 41° 16′ 06″ N, 1° 50′ 15″ E / 41.268315°N,1.837471°E 307.761 msnm |           |                     | Modifica les dades a Wikidata |

## Misc
| imatge | Nom                                       | Ubicat a | instància de                                               | Detalls                                                                       | coordenades | Protecció                                            | Commons (més fotos)                       | Dades a WD                    |
| ------ | ----------------------------------------- | --- | ---------------------------------------------------------- | ----------------------------------------------------------------------------- | --- | ---------------------------------------------------- | ----------------------------------------- | ----------------------------- |
|        | Búnquer de la Caseta del Soldat           | Sitges | búnquer                                                    |                                                                               | | bé integrant del patrimoni cultural català           |                                           | Modifica les dades a Wikidata |
|        | Can Girona                                | Sitges | urbanització tancada urbanització                          |                                                                               | 41° 13′ 45″ N, 1° 46′ 28″ E / 41.22908819109746°N,1.7744636535644531°E                                                   |                                                      | Urbanització Can Girona                   | Modifica les dades a Wikidata |
|        | Casa de la Vila de Sitges                 | Sitges | casa consistorial                                          | Arquitecte: Salvador Vinyals i Sabaté Estil: historicisme arquitectònic 1880s | 41° 14′ 06″ N, 1° 48′ 42″ E / 41.2351°N,1.81178°E ca:Plaça de l'Ajuntament                                               | bé integrant del patrimoni cultural català           | Casa de la Vila (Sitges)                  | Modifica les dades a Wikidata |
|        | Colls i Miralpeix                         | Vilanova i la Geltrú Sant Pere de Ribes Sitges                                                                              | espai d'interès natural                                    | 2006 Superfície: 379ha                                                        | 41° 13′ 29″ N, 1° 45′ 52″ E / 41.22459699524974°N,1.7643077761464836°E                                                   |                                                      | Colls i Miralpeix                         | Modifica les dades a Wikidata |
|        | Dona mediterrània                         | Sitges | estàtua                                                    | Creador: Lluïsa Granero Sierra 2007                                           | 41° 14′ 10″ N, 1° 48′ 56″ E / 41.23620264044647°N,1.8156869694215785°E ca:Punta de Sant Sebastià                         |                                                      | Dona mediterrània (Lluïsa Granero)        | Modifica les dades a Wikidata |
|        | Muralla de Sitges                         | Sitges | muralla urbana                                             | Estil: arquitectura popular                                                   | 41° 14′ 05″ N, 1° 48′ 40″ E / 41.234668°N,1.811069°E                                                                     | bé integrant del patrimoni cultural català           | Muralles de Sitges                        | Modifica les dades a Wikidata |
|        | Onades fòssils fent un cor trencat        | Sitges | obra escultòrica                                           | Arquitecte: Xavier Corberó i Olivella Creador: Xavier Corberó i Olivella 2006 | 41° 14′ 30″ N, 1° 48′ 21″ E / 41.24153°N,1.80577°E ca:Rotonda del Passeig Vilafranca                                     |                                                      | Onades (Sitges)                           | Modifica les dades a Wikidata |
|        | Palau Maricel                             | Sitges | palau                                                      | Estil: noucentisme                                                            | 41° 14′ 05″ N, 1° 48′ 44″ E / 41.234813°N,1.812165°E                                                                     | bé integrant del patrimoni cultural català           | Palau Maricel                             | Modifica les dades a Wikidata |
|        | Parc de Garraf                            | Avinyonet del Penedès Begues Castelldefels Gavà Olesa de Bonesvalls Olivella Sant Pere de Ribes Sitges Vilanova i la Geltrú | parc natural àrea protegida Pla d'Espais d'Interès Natural | 1988 1992 Superfície: 12377 14820.37671ha                                     | 41° 17′ 29″ N, 1° 52′ 30″ E / 41.2914°N,1.87502°E                                                                        |                                                      | Parc del Garraf                           | Modifica les dades a Wikidata |
|        | Parc de Terramar                          | Sitges | jardí públic                                               | 1919                                                                          | 41° 13′ 40″ N, 1° 47′ 07″ E / 41.2278°N,1.78517°E ca:Cristòfol Colom                                                     | bé integrant del patrimoni cultural català           | Parc de Terramar                          | Modifica les dades a Wikidata |
|        | Pedra dels Quatre Vents                   | Sitges | menhir                                                     |                                                                               | 41° 16′ 01″ N, 1° 54′ 38″ E / 41.2668063173163°N,1.91059379342203°E                                                      |                                                      |                                           | Modifica les dades a Wikidata |
|        | Polígon industrial Mas Alba               | Sitges | polígon industrial                                         |                                                                               | 41° 14′ 53″ N, 1° 48′ 45″ E / 41.2480116039149°N,1.81263387688839°E                                                      |                                                      |                                           | Modifica les dades a Wikidata |
|        | Port de Vallcarca                         | Sitges | port                                                       |                                                                               | 41° 14′ 21″ N, 1° 51′ 48″ E / 41.23916°N,1.86343°E                                                                       |                                                      | Port de Vallcarca                         | Modifica les dades a Wikidata |
|        | Pou de la Mata                            | Sitges | pou                                                        |                                                                               | 41° 15′ 59″ N, 1° 53′ 15″ E / 41.266315°N,1.887488°E                                                                     |                                                      | Pou de la Mata                            | Modifica les dades a Wikidata |
|        | Quadra de Garraf                          | Sitges | ens local històric de Catalunya quadra                     |                                                                               | 41° 15′ 20″ N, 1° 54′ 21″ E / 41.255537°N,1.905909°E                                                                     |                                                      |                                           | Modifica les dades a Wikidata |
|        | Rèplica de Canó del Carrer d'en Bosc      | Sitges | mobiliari urbà                                             |                                                                               | 41° 14′ 08″ N, 1° 48′ 44″ E / 41.2356°N,1.81225°E ca:C/ d'en Bosc nº 6-8                                                 |                                                      |                                           | Modifica les dades a Wikidata |
|        | Vila Vella de Sitges                      | Sitges | centre històric                                            | Estil: arquitectura barroca arquitectura modernista noucentisme               | 41° 14′ 07″ N, 1° 48′ 43″ E / 41.2352°N,1.81207°E 13 msnm                                                                | bé d'interès cultural bé cultural d'interès nacional | Vila Vella i primer eixample de Sitges    | Modifica les dades a Wikidata |
|        | cala d’Aiguadolç                          | Sitges | badia                                                      |                                                                               | |                                                      |                                           | Modifica les dades a Wikidata |
|        | cementiri de Sitges                       | Sitges | cementiri                                                  | Estil: arquitectura neoclàssica 1810s                                         | 41° 14′ 11″ N, 1° 49′ 04″ E / 41.2365°N,1.81786°E ca:Pg. Balmins s/n                                                     | bé integrant del patrimoni cultural català           | Sitges Cemetery                           | Modifica les dades a Wikidata |
|        | creu de Sant Isidre                       | Sitges | creu monumental                                            |                                                                               | 41° 14′ 58″ N, 1° 50′ 16″ E / 41.2494217765223°N,1.83783928053097°E Puig d'en Boronet 315 msnm                           |                                                      | Creu de Sant Isidre (Sitges)              | Modifica les dades a Wikidata |
|        | depuradora de Sant Pere de Ribes - Sitges | Sant Pere de Ribes Sitges                                                                                                   | depuradora d'aigües residuals                              | 1996                                                                          | 41° 14′ 20″ N, 1° 46′ 23″ E / 41.23887509164304°N,1.7731547355651855°E                                                   |                                                      | Depuradora de Sant Pere de Ribes - Sitges | Modifica les dades a Wikidata |
|        | font de Montceba                          | Sitges | font                                                       | Estil: arquitectura popular                                                   | 41° 15′ 46″ N, 1° 51′ 31″ E / 41.2629°N,1.8585°E ca:Riera de Vallcarca                                                   | bé integrant del patrimoni cultural català           |                                           | Modifica les dades a Wikidata |
|        | la Fita                                   | Sitges | fita                                                       |                                                                               | 41° 15′ 56″ N, 1° 53′ 12″ E / 41.2655427991255°N,1.88679820529691°E                                                      |                                                      |                                           | Modifica les dades a Wikidata |
|        | l’Amell                                   | Sitges | barri                                                      |                                                                               | |                                                      |                                           | Modifica les dades a Wikidata |
|        | mar Mediterrània                          | | mar interior mar mediterrani conca hidrogràfica            | Superfície: 2500000km² Profunditat: 5267 1541m Volum: 3839000km³              | 38° N, 17° E / 38°N,17°E 0 msnm                                                                                          |                                                      | Mediterranean Sea                         | Modifica les dades a Wikidata |
|        | plans de Campdàsens                       | Sitges | indret                                                     |                                                                               | 41° 15′ 24″ N, 1° 52′ 48″ E / 41.25658138056265°N,1.8799066543579104°E massís de Garraf 207 msnm                         |                                                      | Plans de Campdàsens                       | Modifica les dades a Wikidata |
|        | riera de Ribes                            | les Cabanyes Vilafranca del Penedès Olèrdola Canyelles Sant Pere de Ribes Sitges                                            | curs d'aigua                                               | Desemboca: mar Mediterrània Llarg: 18km                                       | 41° 22′ 39″ N, 1° 41′ 27″ E / 41.37753°N,1.69084°E 41° 13′ 25″ N, 1° 46′ 59″ E / 41.223604°N,1.783024°E ca:Zona Terramar |                                                      | Riera de Ribes                            | Modifica les dades a Wikidata |